# Lista de asteroides (93001-94000)
Esta é uma lista parcial de asteroides, do asteroide número 93001 até o 94000, inclusive. Veja também o índice com todas as listas disponíveis.

| Objeto Próximos à Terra | Cinturão de asteroides (interno) | Cinturão de asteroides (externo) | Centauro       |
| Cruzador de Marte       | Cinturão de asteroides (meio)    | Troianos de Júpiter              | Transnetuniano |

Veja mais dados de cada asteroide na ligação externa para o Minor Planet Center na última coluna.
Índice: 93001... 93101... 93201... 93301... 93401... 93501... 93601... 93701... 93801... 93901... 

## 93001–93100
| Designação       | Designação | Descoberta  | Descoberta          | Descobridor(es)  | Categoria | Mais informações / Referência |
| Permanente       | Provisória | Data        | Local               | Descobridor(es)  | Categoria | Mais informações / Referência |
| ---------------- | ---------- | ----------- | ------------------- | ---------------- | --------- | ----------------------------- |
| 93001            | 2000 RD84  | 2 set 2000  | Anderson Mesa       | LONEOS           | —         | MPC                           |
| 93002            | 2000 RN85  | 2 set 2000  | Anderson Mesa       | LONEOS           | —         | MPC                           |
| 93003            | 2000 RY85  | 2 set 2000  | Socorro             | LINEAR           | —         | MPC                           |
| 93004            | 2000 RB86  | 2 set 2000  | Socorro             | LINEAR           | Phocaea   | MPC                           |
| 93005            | 2000 RG86  | 2 set 2000  | Socorro             | LINEAR           | —         | MPC                           |
| 93006            | 2000 RH86  | 2 set 2000  | Socorro             | LINEAR           | —         | MPC                           |
| 93007            | 2000 RN86  | 2 set 2000  | Anderson Mesa       | LONEOS           | —         | MPC                           |
| 93008            | 2000 RR86  | 2 set 2000  | Anderson Mesa       | LONEOS           | —         | MPC                           |
| 93009            | 2000 RA87  | 2 set 2000  | Anderson Mesa       | LONEOS           | —         | MPC                           |
| 93010            | 2000 RD87  | 2 set 2000  | Anderson Mesa       | LONEOS           | —         | MPC                           |
| 93011            | 2000 RL87  | 2 set 2000  | Anderson Mesa       | LONEOS           | —         | MPC                           |
| 93012            | 2000 RZ87  | 2 set 2000  | Anderson Mesa       | LONEOS           | —         | MPC                           |
| 93013            | 2000 RG89  | 3 set 2000  | Socorro             | LINEAR           | —         | MPC                           |
| 93014            | 2000 RY90  | 3 set 2000  | Socorro             | LINEAR           | Phocaea   | MPC                           |
| 93015            | 2000 RY91  | 3 set 2000  | Socorro             | LINEAR           | —         | MPC                           |
| 93016            | 2000 RA92  | 3 set 2000  | Socorro             | LINEAR           | —         | MPC                           |
| 93017            | 2000 RK92  | 3 set 2000  | Socorro             | LINEAR           | Phocaea   | MPC                           |
| 93018            | 2000 RT92  | 3 set 2000  | Socorro             | LINEAR           | —         | MPC                           |
| 93019            | 2000 RE94  | 4 set 2000  | Anderson Mesa       | LONEOS           | —         | MPC                           |
| 93020            | 2000 RY94  | 4 set 2000  | Anderson Mesa       | LONEOS           | —         | MPC                           |
| 93021            | 2000 RG95  | 4 set 2000  | Anderson Mesa       | LONEOS           | —         | MPC                           |
| 93022            | 2000 RM95  | 4 set 2000  | Anderson Mesa       | LONEOS           | —         | MPC                           |
| 93023            | 2000 RP95  | 4 set 2000  | Anderson Mesa       | LONEOS           | —         | MPC                           |
| 93024            | 2000 RX95  | 4 set 2000  | Anderson Mesa       | LONEOS           | —         | MPC                           |
| 93025            | 2000 RD96  | 4 set 2000  | Anderson Mesa       | LONEOS           | —         | MPC                           |
| 93026            | 2000 RT96  | 4 set 2000  | Haleakalā           | NEAT             | —         | MPC                           |
| 93027            | 2000 RA97  | 5 set 2000  | Anderson Mesa       | LONEOS           | —         | MPC                           |
| 93028            | 2000 RF98  | 5 set 2000  | Anderson Mesa       | LONEOS           | —         | MPC                           |
| 93029            | 2000 RU98  | 5 set 2000  | Anderson Mesa       | LONEOS           | Phocaea   | MPC                           |
| 93030            | 2000 RC99  | 5 set 2000  | Anderson Mesa       | LONEOS           | —         | MPC                           |
| 93031            | 2000 RH100 | 5 set 2000  | Socorro             | LINEAR           | —         | MPC                           |
| 93032            | 2000 RG101 | 5 set 2000  | Anderson Mesa       | LONEOS           | —         | MPC                           |
| 93033            | 2000 RK102 | 5 set 2000  | Anderson Mesa       | LONEOS           | —         | MPC                           |
| 93034            | 2000 RN102 | 5 set 2000  | Anderson Mesa       | LONEOS           | —         | MPC                           |
| 93035            | 2000 RR103 | 6 set 2000  | Socorro             | LINEAR           | —         | MPC                           |
| 93036            | 2000 RW103 | 6 set 2000  | Socorro             | LINEAR           | —         | MPC                           |
| 93037            | 2000 RF104 | 6 set 2000  | Socorro             | LINEAR           | Phocaea   | MPC                           |
| 93038            | 2000 RL104 | 6 set 2000  | Socorro             | LINEAR           | —         | MPC                           |
| 93039            | 2000 RL106 | 6 set 2000  | Socorro             | LINEAR           | —         | MPC                           |
| 93040            | 2000 SG    | 18 set 2000 | Socorro             | LINEAR           | —         | MPC                           |
| 93041            | 2000 SU2   | 20 set 2000 | Haleakalā           | NEAT             | —         | MPC                           |
| 93042            | 2000 SD4   | 21 set 2000 | Haleakala           | NEAT             | —         | MPC                           |
| 93043            | 2000 SF4   | 21 set 2000 | Haleakala           | NEAT             | —         | MPC                           |
| 93044            | 2000 SE6   | 20 set 2000 | Socorro             | LINEAR           | —         | MPC                           |
| 93045            | 2000 SF6   | 20 set 2000 | Socorro             | LINEAR           | —         | MPC                           |
| 93046            | 2000 SM6   | 20 set 2000 | Socorro             | LINEAR           | —         | MPC                           |
| 93047            | 2000 ST6   | 21 set 2000 | Socorro             | LINEAR           | —         | MPC                           |
| 93048            | 2000 SB7   | 22 set 2000 | Reedy Creek         | R. H. McNaught   | —         | MPC                           |
| 93049            | 2000 SL8   | 19 set 2000 | Haleakalā           | NEAT             | —         | MPC                           |
| 93050            | 2000 SM8   | 19 set 2000 | Haleakala           | NEAT             | —         | MPC                           |
| 93051            | 2000 SP8   | 22 set 2000 | Prescott            | P. G. Comba      | —         | MPC                           |
| 93052            | 2000 SH9   | 23 set 2000 | Socorro             | LINEAR           | —         | MPC                           |
| 93053            | 2000 SR12  | 20 set 2000 | Socorro             | LINEAR           | —         | MPC                           |
| 93054            | 2000 SW12  | 21 set 2000 | Socorro             | LINEAR           | —         | MPC                           |
| 93055            | 2000 SY12  | 21 set 2000 | Socorro             | LINEAR           | —         | MPC                           |
| 93056            | 2000 SC13  | 21 set 2000 | Socorro             | LINEAR           | Phocaea   | MPC                           |
| 93057            | 2000 SE14  | 23 set 2000 | Socorro             | LINEAR           | —         | MPC                           |
| 93058            | 2000 SL14  | 23 set 2000 | Socorro             | LINEAR           | —         | MPC                           |
| 93059            | 2000 SO16  | 23 set 2000 | Socorro             | LINEAR           | —         | MPC                           |
| 93060            | 2000 SW20  | 21 set 2000 | Haleakalā           | NEAT             | —         | MPC                           |
| 93061 Barbagallo | 2000 SX20  | 23 set 2000 | Bologna             | San Vittore Obs. | —         | MPC                           |
| 93062            | 2000 SF22  | 19 set 2000 | Haleakalā           | NEAT             | —         | MPC                           |
| 93063            | 2000 SJ22  | 20 set 2000 | Haleakala           | NEAT             | —         | MPC                           |
| 93064            | 2000 SN22  | 20 set 2000 | Haleakala           | NEAT             | —         | MPC                           |
| 93065            | 2000 ST22  | 20 set 2000 | Haleakala           | NEAT             | —         | MPC                           |
| 93066            | 2000 SU22  | 20 set 2000 | Haleakala           | NEAT             | —         | MPC                           |
| 93067            | 2000 SB23  | 25 set 2000 | Višnjan Observatory | K. Korlević      | Mitidika  | MPC                           |
| 93068            | 2000 SR24  | 26 set 2000 | Bisei SG Center     | BATTeRS          | —         | MPC                           |
| 93069            | 2000 SX24  | 26 set 2000 | Bisei SG Center     | BATTeRS          | —         | MPC                           |
| 93070            | 2000 SE25  | 22 set 2000 | Socorro             | LINEAR           | —         | MPC                           |
| 93071            | 2000 SD26  | 23 set 2000 | Socorro             | LINEAR           | —         | MPC                           |
| 93072            | 2000 SU26  | 23 set 2000 | Socorro             | LINEAR           | —         | MPC                           |
| 93073            | 2000 SO27  | 23 set 2000 | Socorro             | LINEAR           | —         | MPC                           |
| 93074            | 2000 SR27  | 23 set 2000 | Socorro             | LINEAR           | —         | MPC                           |
| 93075            | 2000 SE28  | 23 set 2000 | Socorro             | LINEAR           | —         | MPC                           |
| 93076            | 2000 SF28  | 23 set 2000 | Socorro             | LINEAR           | —         | MPC                           |
| 93077            | 2000 SM28  | 23 set 2000 | Socorro             | LINEAR           | —         | MPC                           |
| 93078            | 2000 SW28  | 23 set 2000 | Socorro             | LINEAR           | —         | MPC                           |
| 93079            | 2000 SX28  | 23 set 2000 | Socorro             | LINEAR           | —         | MPC                           |
| 93080            | 2000 SK29  | 24 set 2000 | Socorro             | LINEAR           | —         | MPC                           |
| 93081            | 2000 SP29  | 24 set 2000 | Socorro             | LINEAR           | —         | MPC                           |
| 93082            | 2000 SL32  | 24 set 2000 | Socorro             | LINEAR           | —         | MPC                           |
| 93083            | 2000 SC33  | 24 set 2000 | Socorro             | LINEAR           | —         | MPC                           |
| 93084            | 2000 SD34  | 24 set 2000 | Socorro             | LINEAR           | —         | MPC                           |
| 93085            | 2000 SE35  | 24 set 2000 | Socorro             | LINEAR           | —         | MPC                           |
| 93086            | 2000 SU35  | 24 set 2000 | Socorro             | LINEAR           | —         | MPC                           |
| 93087            | 2000 SK36  | 24 set 2000 | Socorro             | LINEAR           | —         | MPC                           |
| 93088            | 2000 SO36  | 24 set 2000 | Socorro             | LINEAR           | —         | MPC                           |
| 93089            | 2000 SX36  | 24 set 2000 | Socorro             | LINEAR           | —         | MPC                           |
| 93090            | 2000 SF37  | 24 set 2000 | Socorro             | LINEAR           | —         | MPC                           |
| 93091            | 2000 SG38  | 24 set 2000 | Socorro             | LINEAR           | —         | MPC                           |
| 93092            | 2000 SN38  | 24 set 2000 | Socorro             | LINEAR           | —         | MPC                           |
| 93093            | 2000 SB39  | 24 set 2000 | Socorro             | LINEAR           | —         | MPC                           |
| 93094            | 2000 SF39  | 24 set 2000 | Socorro             | LINEAR           | —         | MPC                           |
| 93095            | 2000 SL39  | 24 set 2000 | Socorro             | LINEAR           | —         | MPC                           |
| 93096            | 2000 SN39  | 24 set 2000 | Socorro             | LINEAR           | —         | MPC                           |
| 93097            | 2000 SP39  | 24 set 2000 | Socorro             | LINEAR           | —         | MPC                           |
| 93098            | 2000 ST39  | 24 set 2000 | Socorro             | LINEAR           | —         | MPC                           |
| 93099            | 2000 SY39  | 24 set 2000 | Socorro             | LINEAR           | —         | MPC                           |
| 93100            | 2000 SV41  | 24 set 2000 | Socorro             | LINEAR           | —         | MPC                           |

## 93101–93200
| Designação  | Designação | Descoberta  | Descoberta      | Descobridor(es)            | Categoria | Mais informações / Referência |
| Permanente  | Provisória | Data        | Local           | Descobridor(es)            | Categoria | Mais informações / Referência |
| ----------- | ---------- | ----------- | --------------- | -------------------------- | --------- | ----------------------------- |
| 93101       | 2000 SU42  | 26 set 2000 | Bisei SG Center | BATTeRS                    | —         | MPC                           |
| 93102 Leroy | 2000 ST43  | 27 set 2000 | Sainte-Clotilde | R. Chassagne, C. Demeautis | —         | MPC                           |
| 93103       | 2000 SA44  | 23 set 2000 | Socorro         | LINEAR                     | —         | MPC                           |
| 93104       | 2000 SK45  | 22 set 2000 | Socorro         | LINEAR                     | —         | MPC                           |
| 93105       | 2000 SB47  | 23 set 2000 | Socorro         | LINEAR                     | —         | MPC                           |
| 93106       | 2000 ST47  | 23 set 2000 | Socorro         | LINEAR                     | —         | MPC                           |
| 93107       | 2000 SA49  | 23 set 2000 | Socorro         | LINEAR                     | —         | MPC                           |
| 93108       | 2000 SA50  | 23 set 2000 | Socorro         | LINEAR                     | —         | MPC                           |
| 93109       | 2000 SN52  | 23 set 2000 | Socorro         | LINEAR                     | —         | MPC                           |
| 93110       | 2000 SA54  | 24 set 2000 | Socorro         | LINEAR                     | —         | MPC                           |
| 93111       | 2000 SJ55  | 24 set 2000 | Socorro         | LINEAR                     | —         | MPC                           |
| 93112       | 2000 SP56  | 24 set 2000 | Socorro         | LINEAR                     | —         | MPC                           |
| 93113       | 2000 SZ56  | 24 set 2000 | Socorro         | LINEAR                     | —         | MPC                           |
| 93114       | 2000 SE58  | 24 set 2000 | Socorro         | LINEAR                     | —         | MPC                           |
| 93115       | 2000 SJ58  | 24 set 2000 | Socorro         | LINEAR                     | —         | MPC                           |
| 93116       | 2000 SL58  | 24 set 2000 | Socorro         | LINEAR                     | —         | MPC                           |
| 93117       | 2000 SM58  | 24 set 2000 | Socorro         | LINEAR                     | —         | MPC                           |
| 93118       | 2000 SY58  | 24 set 2000 | Socorro         | LINEAR                     | —         | MPC                           |
| 93119       | 2000 SJ59  | 24 set 2000 | Socorro         | LINEAR                     | —         | MPC                           |
| 93120       | 2000 SK59  | 24 set 2000 | Socorro         | LINEAR                     | —         | MPC                           |
| 93121       | 2000 SY59  | 24 set 2000 | Socorro         | LINEAR                     | —         | MPC                           |
| 93122       | 2000 SB61  | 24 set 2000 | Socorro         | LINEAR                     | —         | MPC                           |
| 93123       | 2000 SK61  | 24 set 2000 | Socorro         | LINEAR                     | —         | MPC                           |
| 93124       | 2000 SU61  | 24 set 2000 | Socorro         | LINEAR                     | Mitidika  | MPC                           |
| 93125       | 2000 SJ62  | 24 set 2000 | Socorro         | LINEAR                     | —         | MPC                           |
| 93126       | 2000 SY62  | 24 set 2000 | Socorro         | LINEAR                     | —         | MPC                           |
| 93127       | 2000 SW63  | 24 set 2000 | Socorro         | LINEAR                     | —         | MPC                           |
| 93128       | 2000 SN64  | 24 set 2000 | Socorro         | LINEAR                     | —         | MPC                           |
| 93129       | 2000 ST65  | 24 set 2000 | Socorro         | LINEAR                     | —         | MPC                           |
| 93130       | 2000 SZ65  | 24 set 2000 | Socorro         | LINEAR                     | —         | MPC                           |
| 93131       | 2000 SV67  | 24 set 2000 | Socorro         | LINEAR                     | —         | MPC                           |
| 93132       | 2000 SJ69  | 24 set 2000 | Socorro         | LINEAR                     | —         | MPC                           |
| 93133       | 2000 SS69  | 24 set 2000 | Socorro         | LINEAR                     | —         | MPC                           |
| 93134       | 2000 SB70  | 24 set 2000 | Socorro         | LINEAR                     | —         | MPC                           |
| 93135       | 2000 SX70  | 24 set 2000 | Socorro         | LINEAR                     | —         | MPC                           |
| 93136       | 2000 SZ70  | 24 set 2000 | Socorro         | LINEAR                     | —         | MPC                           |
| 93137       | 2000 SC71  | 24 set 2000 | Socorro         | LINEAR                     | —         | MPC                           |
| 93138       | 2000 SK71  | 24 set 2000 | Socorro         | LINEAR                     | —         | MPC                           |
| 93139       | 2000 SZ71  | 24 set 2000 | Socorro         | LINEAR                     | Phocaea   | MPC                           |
| 93140       | 2000 SC72  | 24 set 2000 | Socorro         | LINEAR                     | —         | MPC                           |
| 93141       | 2000 SY72  | 24 set 2000 | Socorro         | LINEAR                     | —         | MPC                           |
| 93142       | 2000 SE73  | 24 set 2000 | Socorro         | LINEAR                     | —         | MPC                           |
| 93143       | 2000 SE75  | 24 set 2000 | Socorro         | LINEAR                     | —         | MPC                           |
| 93144       | 2000 SM78  | 24 set 2000 | Socorro         | LINEAR                     | —         | MPC                           |
| 93145       | 2000 SS78  | 24 set 2000 | Socorro         | LINEAR                     | —         | MPC                           |
| 93146       | 2000 SU78  | 24 set 2000 | Socorro         | LINEAR                     | —         | MPC                           |
| 93147       | 2000 SA80  | 24 set 2000 | Socorro         | LINEAR                     | —         | MPC                           |
| 93148       | 2000 SC80  | 24 set 2000 | Socorro         | LINEAR                     | —         | MPC                           |
| 93149       | 2000 SM80  | 24 set 2000 | Socorro         | LINEAR                     | —         | MPC                           |
| 93150       | 2000 SC81  | 24 set 2000 | Socorro         | LINEAR                     | —         | MPC                           |
| 93151       | 2000 SD82  | 24 set 2000 | Socorro         | LINEAR                     | —         | MPC                           |
| 93152       | 2000 ST83  | 24 set 2000 | Socorro         | LINEAR                     | —         | MPC                           |
| 93153       | 2000 SF84  | 24 set 2000 | Socorro         | LINEAR                     | —         | MPC                           |
| 93154       | 2000 SK84  | 24 set 2000 | Socorro         | LINEAR                     | —         | MPC                           |
| 93155       | 2000 SX84  | 24 set 2000 | Socorro         | LINEAR                     | —         | MPC                           |
| 93156       | 2000 SB85  | 24 set 2000 | Socorro         | LINEAR                     | —         | MPC                           |
| 93157       | 2000 SD85  | 24 set 2000 | Socorro         | LINEAR                     | —         | MPC                           |
| 93158       | 2000 SK85  | 24 set 2000 | Socorro         | LINEAR                     | —         | MPC                           |
| 93159       | 2000 SZ86  | 24 set 2000 | Socorro         | LINEAR                     | —         | MPC                           |
| 93160       | 2000 SU87  | 24 set 2000 | Socorro         | LINEAR                     | —         | MPC                           |
| 93161       | 2000 SX87  | 24 set 2000 | Socorro         | LINEAR                     | —         | MPC                           |
| 93162       | 2000 SJ88  | 24 set 2000 | Socorro         | LINEAR                     | Phocaea   | MPC                           |
| 93163       | 2000 SC89  | 25 set 2000 | Socorro         | LINEAR                     | —         | MPC                           |
| 93164       | 2000 SR89  | 29 set 2000 | Emerald Lane    | L. Ball                    | —         | MPC                           |
| 93165       | 2000 SE93  | 23 set 2000 | Socorro         | LINEAR                     | —         | MPC                           |
| 93166       | 2000 SF95  | 23 set 2000 | Socorro         | LINEAR                     | —         | MPC                           |
| 93167       | 2000 SS95  | 23 set 2000 | Socorro         | LINEAR                     | —         | MPC                           |
| 93168       | 2000 SZ96  | 23 set 2000 | Socorro         | LINEAR                     | —         | MPC                           |
| 93169       | 2000 SC98  | 23 set 2000 | Socorro         | LINEAR                     | —         | MPC                           |
| 93170       | 2000 SS98  | 23 set 2000 | Socorro         | LINEAR                     | —         | MPC                           |
| 93171       | 2000 SJ99  | 23 set 2000 | Socorro         | LINEAR                     | —         | MPC                           |
| 93172       | 2000 SQ100 | 23 set 2000 | Socorro         | LINEAR                     | —         | MPC                           |
| 93173       | 2000 SQ101 | 24 set 2000 | Socorro         | LINEAR                     | —         | MPC                           |
| 93174       | 2000 SY101 | 24 set 2000 | Socorro         | LINEAR                     | —         | MPC                           |
| 93175       | 2000 SL102 | 24 set 2000 | Socorro         | LINEAR                     | —         | MPC                           |
| 93176       | 2000 SA103 | 24 set 2000 | Socorro         | LINEAR                     | —         | MPC                           |
| 93177       | 2000 SP103 | 24 set 2000 | Socorro         | LINEAR                     | —         | MPC                           |
| 93178       | 2000 SW103 | 24 set 2000 | Socorro         | LINEAR                     | —         | MPC                           |
| 93179       | 2000 SH104 | 24 set 2000 | Socorro         | LINEAR                     | —         | MPC                           |
| 93180       | 2000 SS104 | 24 set 2000 | Socorro         | LINEAR                     | —         | MPC                           |
| 93181       | 2000 ST104 | 24 set 2000 | Socorro         | LINEAR                     | Phocaea   | MPC                           |
| 93182       | 2000 SB105 | 24 set 2000 | Socorro         | LINEAR                     | —         | MPC                           |
| 93183       | 2000 SC106 | 24 set 2000 | Socorro         | LINEAR                     | —         | MPC                           |
| 93184       | 2000 SV107 | 24 set 2000 | Socorro         | LINEAR                     | —         | MPC                           |
| 93185       | 2000 SH108 | 24 set 2000 | Socorro         | LINEAR                     | —         | MPC                           |
| 93186       | 2000 SR108 | 24 set 2000 | Socorro         | LINEAR                     | —         | MPC                           |
| 93187       | 2000 SV109 | 24 set 2000 | Socorro         | LINEAR                     | —         | MPC                           |
| 93188       | 2000 SF110 | 24 set 2000 | Socorro         | LINEAR                     | —         | MPC                           |
| 93189       | 2000 SZ110 | 24 set 2000 | Socorro         | LINEAR                     | —         | MPC                           |
| 93190       | 2000 SN111 | 24 set 2000 | Socorro         | LINEAR                     | —         | MPC                           |
| 93191       | 2000 SO111 | 24 set 2000 | Socorro         | LINEAR                     | Mitidika  | MPC                           |
| 93192       | 2000 SV111 | 24 set 2000 | Socorro         | LINEAR                     | —         | MPC                           |
| 93193       | 2000 SC112 | 24 set 2000 | Socorro         | LINEAR                     | —         | MPC                           |
| 93194       | 2000 SD112 | 24 set 2000 | Socorro         | LINEAR                     | —         | MPC                           |
| 93195       | 2000 SV112 | 24 set 2000 | Socorro         | LINEAR                     | —         | MPC                           |
| 93196       | 2000 SU113 | 24 set 2000 | Socorro         | LINEAR                     | Mitidika  | MPC                           |
| 93197       | 2000 SO114 | 24 set 2000 | Socorro         | LINEAR                     | —         | MPC                           |
| 93198       | 2000 ST114 | 24 set 2000 | Socorro         | LINEAR                     | —         | MPC                           |
| 93199       | 2000 SF115 | 24 set 2000 | Socorro         | LINEAR                     | —         | MPC                           |
| 93200       | 2000 SS115 | 24 set 2000 | Socorro         | LINEAR                     | —         | MPC                           |

## 93201–93300
| Designação  | Designação | Descoberta  | Descoberta | Descobridor(es)        | Categoria | Mais informações / Referência |
| Permanente  | Provisória | Data        | Local      | Descobridor(es)        | Categoria | Mais informações / Referência |
| ----------- | ---------- | ----------- | ---------- | ---------------------- | --------- | ----------------------------- |
| 93201       | 2000 SZ115 | 24 set 2000 | Socorro    | LINEAR                 | —         | MPC                           |
| 93202       | 2000 SU116 | 24 set 2000 | Socorro    | LINEAR                 | —         | MPC                           |
| 93203       | 2000 SN118 | 24 set 2000 | Socorro    | LINEAR                 | —         | MPC                           |
| 93204       | 2000 SQ118 | 24 set 2000 | Socorro    | LINEAR                 | —         | MPC                           |
| 93205       | 2000 ST119 | 24 set 2000 | Socorro    | LINEAR                 | —         | MPC                           |
| 93206       | 2000 SS122 | 24 set 2000 | Socorro    | LINEAR                 | —         | MPC                           |
| 93207       | 2000 SY122 | 24 set 2000 | Socorro    | LINEAR                 | —         | MPC                           |
| 93208       | 2000 SQ123 | 24 set 2000 | Socorro    | LINEAR                 | —         | MPC                           |
| 93209       | 2000 SL125 | 24 set 2000 | Socorro    | LINEAR                 | —         | MPC                           |
| 93210       | 2000 SS126 | 24 set 2000 | Socorro    | LINEAR                 | —         | MPC                           |
| 93211       | 2000 SU126 | 24 set 2000 | Socorro    | LINEAR                 | —         | MPC                           |
| 93212       | 2000 SA127 | 24 set 2000 | Socorro    | LINEAR                 | —         | MPC                           |
| 93213       | 2000 SA128 | 24 set 2000 | Socorro    | LINEAR                 | —         | MPC                           |
| 93214       | 2000 SB128 | 24 set 2000 | Socorro    | LINEAR                 | —         | MPC                           |
| 93215       | 2000 SL128 | 24 set 2000 | Socorro    | LINEAR                 | —         | MPC                           |
| 93216       | 2000 ST128 | 24 set 2000 | Socorro    | LINEAR                 | —         | MPC                           |
| 93217       | 2000 SR130 | 22 set 2000 | Socorro    | LINEAR                 | —         | MPC                           |
| 93218       | 2000 SJ131 | 22 set 2000 | Socorro    | LINEAR                 | Phocaea   | MPC                           |
| 93219       | 2000 SG133 | 23 set 2000 | Socorro    | LINEAR                 | —         | MPC                           |
| 93220       | 2000 SA135 | 23 set 2000 | Socorro    | LINEAR                 | Phocaea   | MPC                           |
| 93221       | 2000 SE140 | 23 set 2000 | Socorro    | LINEAR                 | —         | MPC                           |
| 93222       | 2000 SL140 | 23 set 2000 | Socorro    | LINEAR                 | —         | MPC                           |
| 93223       | 2000 SC141 | 23 set 2000 | Socorro    | LINEAR                 | —         | MPC                           |
| 93224       | 2000 SR141 | 23 set 2000 | Socorro    | LINEAR                 | —         | MPC                           |
| 93225       | 2000 SE142 | 23 set 2000 | Socorro    | LINEAR                 | —         | MPC                           |
| 93226       | 2000 SJ142 | 23 set 2000 | Socorro    | LINEAR                 | —         | MPC                           |
| 93227       | 2000 SU142 | 23 set 2000 | Socorro    | LINEAR                 | Phocaea   | MPC                           |
| 93228       | 2000 SH144 | 24 set 2000 | Socorro    | LINEAR                 | —         | MPC                           |
| 93229       | 2000 SJ144 | 24 set 2000 | Socorro    | LINEAR                 | —         | MPC                           |
| 93230       | 2000 SW144 | 24 set 2000 | Socorro    | LINEAR                 | —         | MPC                           |
| 93231       | 2000 SK146 | 24 set 2000 | Socorro    | LINEAR                 | —         | MPC                           |
| 93232       | 2000 SE147 | 24 set 2000 | Socorro    | LINEAR                 | —         | MPC                           |
| 93233       | 2000 SN147 | 24 set 2000 | Socorro    | LINEAR                 | —         | MPC                           |
| 93234       | 2000 SS147 | 24 set 2000 | Socorro    | LINEAR                 | —         | MPC                           |
| 93235       | 2000 SE148 | 24 set 2000 | Socorro    | LINEAR                 | —         | MPC                           |
| 93236       | 2000 SR149 | 24 set 2000 | Socorro    | LINEAR                 | —         | MPC                           |
| 93237       | 2000 SX149 | 24 set 2000 | Socorro    | LINEAR                 | —         | MPC                           |
| 93238       | 2000 SH150 | 24 set 2000 | Socorro    | LINEAR                 | —         | MPC                           |
| 93239       | 2000 SO150 | 24 set 2000 | Socorro    | LINEAR                 | —         | MPC                           |
| 93240       | 2000 SB152 | 24 set 2000 | Socorro    | LINEAR                 | —         | MPC                           |
| 93241       | 2000 SO152 | 24 set 2000 | Socorro    | LINEAR                 | —         | MPC                           |
| 93242       | 2000 SF153 | 24 set 2000 | Socorro    | LINEAR                 | —         | MPC                           |
| 93243       | 2000 SA154 | 24 set 2000 | Socorro    | LINEAR                 | —         | MPC                           |
| 93244       | 2000 SE154 | 24 set 2000 | Socorro    | LINEAR                 | —         | MPC                           |
| 93245       | 2000 SH155 | 24 set 2000 | Socorro    | LINEAR                 | Phocaea   | MPC                           |
| 93246       | 2000 SR156 | 24 set 2000 | Socorro    | LINEAR                 | —         | MPC                           |
| 93247       | 2000 ST156 | 24 set 2000 | Socorro    | LINEAR                 | —         | MPC                           |
| 93248       | 2000 SD157 | 26 set 2000 | Socorro    | LINEAR                 | Phocaea   | MPC                           |
| 93249       | 2000 SL157 | 27 set 2000 | Socorro    | LINEAR                 | —         | MPC                           |
| 93250       | 2000 SP157 | 27 set 2000 | Socorro    | LINEAR                 | —         | MPC                           |
| 93251       | 2000 SZ157 | 27 set 2000 | Socorro    | LINEAR                 | —         | MPC                           |
| 93252       | 2000 SS160 | 27 set 2000 | Socorro    | LINEAR                 | —         | MPC                           |
| 93253       | 2000 SB161 | 27 set 2000 | Socorro    | LINEAR                 | —         | MPC                           |
| 93254       | 2000 SF161 | 27 set 2000 | Socorro    | LINEAR                 | —         | MPC                           |
| 93255       | 2000 SC163 | 29 set 2000 | Ondřejov   | P. Kušnirák, P. Pravec | —         | MPC                           |
| 93256 Stach | 2000 SD163 | 29 set 2000 | Ondřejov   | P. Pravec, P. Kušnirák | —         | MPC                           |
| 93257       | 2000 SQ165 | 23 set 2000 | Socorro    | LINEAR                 | —         | MPC                           |
| 93258       | 2000 SX165 | 23 set 2000 | Socorro    | LINEAR                 | —         | MPC                           |
| 93259       | 2000 SD166 | 23 set 2000 | Socorro    | LINEAR                 | —         | MPC                           |
| 93260       | 2000 SB168 | 23 set 2000 | Socorro    | LINEAR                 | —         | MPC                           |
| 93261       | 2000 SN168 | 23 set 2000 | Socorro    | LINEAR                 | —         | MPC                           |
| 93262       | 2000 SR168 | 23 set 2000 | Socorro    | LINEAR                 | Pallas    | MPC                           |
| 93263       | 2000 ST170 | 24 set 2000 | Socorro    | LINEAR                 | —         | MPC                           |
| 93264       | 2000 SP171 | 25 set 2000 | Socorro    | LINEAR                 | —         | MPC                           |
| 93265       | 2000 SV171 | 26 set 2000 | Socorro    | LINEAR                 | —         | MPC                           |
| 93266       | 2000 SW171 | 26 set 2000 | Socorro    | LINEAR                 | —         | MPC                           |
| 93267       | 2000 SS173 | 28 set 2000 | Socorro    | LINEAR                 | Phocaea   | MPC                           |
| 93268       | 2000 SX173 | 28 set 2000 | Socorro    | LINEAR                 | —         | MPC                           |
| 93269       | 2000 SL175 | 28 set 2000 | Socorro    | LINEAR                 | —         | MPC                           |
| 93270       | 2000 SQ175 | 28 set 2000 | Socorro    | LINEAR                 | —         | MPC                           |
| 93271       | 2000 SS175 | 28 set 2000 | Socorro    | LINEAR                 | —         | MPC                           |
| 93272       | 2000 ST176 | 28 set 2000 | Socorro    | LINEAR                 | —         | MPC                           |
| 93273       | 2000 SE177 | 28 set 2000 | Socorro    | LINEAR                 | —         | MPC                           |
| 93274       | 2000 SC178 | 28 set 2000 | Socorro    | LINEAR                 | —         | MPC                           |
| 93275       | 2000 SO178 | 28 set 2000 | Socorro    | LINEAR                 | —         | MPC                           |
| 93276       | 2000 ST178 | 28 set 2000 | Socorro    | LINEAR                 | —         | MPC                           |
| 93277       | 2000 SJ179 | 28 set 2000 | Socorro    | LINEAR                 | Phocaea   | MPC                           |
| 93278       | 2000 SS181 | 19 set 2000 | Haleakalā  | NEAT                   | —         | MPC                           |
| 93279       | 2000 SU181 | 19 set 2000 | Haleakala  | NEAT                   | —         | MPC                           |
| 93280       | 2000 SW186 | 21 set 2000 | Haleakala  | NEAT                   | —         | MPC                           |
| 93281       | 2000 SJ187 | 21 set 2000 | Haleakala  | NEAT                   | —         | MPC                           |
| 93282       | 2000 SK187 | 21 set 2000 | Haleakala  | NEAT                   | —         | MPC                           |
| 93283       | 2000 SP188 | 21 set 2000 | Haleakala  | NEAT                   | Phocaea   | MPC                           |
| 93284       | 2000 SY188 | 22 set 2000 | Kitt Peak  | Spacewatch             | —         | MPC                           |
| 93285       | 2000 SQ189 | 22 set 2000 | Haleakalā  | NEAT                   | —         | MPC                           |
| 93286       | 2000 SV191 | 24 set 2000 | Socorro    | LINEAR                 | —         | MPC                           |
| 93287       | 2000 SG194 | 24 set 2000 | Socorro    | LINEAR                 | —         | MPC                           |
| 93288       | 2000 SA196 | 24 set 2000 | Socorro    | LINEAR                 | —         | MPC                           |
| 93289       | 2000 SC196 | 24 set 2000 | Socorro    | LINEAR                 | Phocaea   | MPC                           |
| 93290       | 2000 SP196 | 24 set 2000 | Socorro    | LINEAR                 | —         | MPC                           |
| 93291       | 2000 SV196 | 24 set 2000 | Socorro    | LINEAR                 | —         | MPC                           |
| 93292       | 2000 SD198 | 24 set 2000 | Socorro    | LINEAR                 | —         | MPC                           |
| 93293       | 2000 SM199 | 24 set 2000 | Socorro    | LINEAR                 | —         | MPC                           |
| 93294       | 2000 SY199 | 24 set 2000 | Socorro    | LINEAR                 | —         | MPC                           |
| 93295       | 2000 SC201 | 24 set 2000 | Socorro    | LINEAR                 | —         | MPC                           |
| 93296       | 2000 SU202 | 24 set 2000 | Socorro    | LINEAR                 | —         | MPC                           |
| 93297       | 2000 ST203 | 24 set 2000 | Socorro    | LINEAR                 | —         | MPC                           |
| 93298       | 2000 SH205 | 24 set 2000 | Socorro    | LINEAR                 | —         | MPC                           |
| 93299       | 2000 SC206 | 24 set 2000 | Socorro    | LINEAR                 | —         | MPC                           |
| 93300       | 2000 SD206 | 24 set 2000 | Socorro    | LINEAR                 | —         | MPC                           |

## 93301–93400
| Designação | Designação | Descoberta  | Descoberta | Descobridor(es) | Categoria | Mais informações / Referência |
| Permanente | Provisória | Data        | Local      | Descobridor(es) | Categoria | Mais informações / Referência |
| ---------- | ---------- | ----------- | ---------- | --------------- | --------- | ----------------------------- |
| 93301      | 2000 SE206 | 24 set 2000 | Socorro    | LINEAR          | —         | MPC                           |
| 93302      | 2000 SJ206 | 24 set 2000 | Socorro    | LINEAR          | —         | MPC                           |
| 93303      | 2000 SM206 | 24 set 2000 | Socorro    | LINEAR          | —         | MPC                           |
| 93304      | 2000 SV206 | 24 set 2000 | Socorro    | LINEAR          | —         | MPC                           |
| 93305      | 2000 SK208 | 24 set 2000 | Socorro    | LINEAR          | —         | MPC                           |
| 93306      | 2000 SE209 | 25 set 2000 | Socorro    | LINEAR          | —         | MPC                           |
| 93307      | 2000 SV209 | 25 set 2000 | Socorro    | LINEAR          | —         | MPC                           |
| 93308      | 2000 SV211 | 25 set 2000 | Socorro    | LINEAR          | —         | MPC                           |
| 93309      | 2000 SB212 | 25 set 2000 | Socorro    | LINEAR          | —         | MPC                           |
| 93310      | 2000 SU212 | 25 set 2000 | Socorro    | LINEAR          | —         | MPC                           |
| 93311      | 2000 SN213 | 25 set 2000 | Socorro    | LINEAR          | —         | MPC                           |
| 93312      | 2000 SV215 | 26 set 2000 | Socorro    | LINEAR          | —         | MPC                           |
| 93313      | 2000 SY216 | 26 set 2000 | Socorro    | LINEAR          | —         | MPC                           |
| 93314      | 2000 SC217 | 26 set 2000 | Socorro    | LINEAR          | —         | MPC                           |
| 93315      | 2000 SF217 | 26 set 2000 | Socorro    | LINEAR          | —         | MPC                           |
| 93316      | 2000 SN217 | 26 set 2000 | Socorro    | LINEAR          | —         | MPC                           |
| 93317      | 2000 SQ217 | 26 set 2000 | Socorro    | LINEAR          | —         | MPC                           |
| 93318      | 2000 SQ218 | 26 set 2000 | Socorro    | LINEAR          | —         | MPC                           |
| 93319      | 2000 SL219 | 26 set 2000 | Socorro    | LINEAR          | Phocaea   | MPC                           |
| 93320      | 2000 SO219 | 26 set 2000 | Socorro    | LINEAR          | —         | MPC                           |
| 93321      | 2000 SA220 | 26 set 2000 | Socorro    | LINEAR          | Phocaea   | MPC                           |
| 93322      | 2000 SA221 | 26 set 2000 | Socorro    | LINEAR          | —         | MPC                           |
| 93323      | 2000 SL221 | 26 set 2000 | Socorro    | LINEAR          | —         | MPC                           |
| 93324      | 2000 SG225 | 27 set 2000 | Socorro    | LINEAR          | —         | MPC                           |
| 93325      | 2000 SB226 | 27 set 2000 | Socorro    | LINEAR          | —         | MPC                           |
| 93326      | 2000 SE227 | 27 set 2000 | Socorro    | LINEAR          | Phocaea   | MPC                           |
| 93327      | 2000 SA229 | 28 set 2000 | Socorro    | LINEAR          | —         | MPC                           |
| 93328      | 2000 SB229 | 28 set 2000 | Socorro    | LINEAR          | —         | MPC                           |
| 93329      | 2000 SJ230 | 28 set 2000 | Socorro    | LINEAR          | —         | MPC                           |
| 93330      | 2000 SP230 | 28 set 2000 | Socorro    | LINEAR          | —         | MPC                           |
| 93331      | 2000 SF231 | 30 set 2000 | Socorro    | LINEAR          | —         | MPC                           |
| 93332      | 2000 ST234 | 24 set 2000 | Socorro    | LINEAR          | —         | MPC                           |
| 93333      | 2000 SA235 | 24 set 2000 | Socorro    | LINEAR          | Mitidika  | MPC                           |
| 93334      | 2000 SC235 | 24 set 2000 | Socorro    | LINEAR          | —         | MPC                           |
| 93335      | 2000 SK235 | 24 set 2000 | Socorro    | LINEAR          | —         | MPC                           |
| 93336      | 2000 SF236 | 24 set 2000 | Socorro    | LINEAR          | Phocaea   | MPC                           |
| 93337      | 2000 SK236 | 24 set 2000 | Socorro    | LINEAR          | —         | MPC                           |
| 93338      | 2000 SJ237 | 24 set 2000 | Socorro    | LINEAR          | —         | MPC                           |
| 93339      | 2000 SM241 | 24 set 2000 | Socorro    | LINEAR          | —         | MPC                           |
| 93340      | 2000 SJ243 | 24 set 2000 | Socorro    | LINEAR          | —         | MPC                           |
| 93341      | 2000 SP244 | 24 set 2000 | Socorro    | LINEAR          | —         | MPC                           |
| 93342      | 2000 SR244 | 24 set 2000 | Socorro    | LINEAR          | —         | MPC                           |
| 93343      | 2000 SV245 | 24 set 2000 | Socorro    | LINEAR          | —         | MPC                           |
| 93344      | 2000 SY245 | 24 set 2000 | Socorro    | LINEAR          | —         | MPC                           |
| 93345      | 2000 SG246 | 24 set 2000 | Socorro    | LINEAR          | —         | MPC                           |
| 93346      | 2000 SO247 | 24 set 2000 | Socorro    | LINEAR          | —         | MPC                           |
| 93347      | 2000 SX247 | 24 set 2000 | Socorro    | LINEAR          | —         | MPC                           |
| 93348      | 2000 SP250 | 24 set 2000 | Socorro    | LINEAR          | —         | MPC                           |
| 93349      | 2000 SJ251 | 24 set 2000 | Socorro    | LINEAR          | —         | MPC                           |
| 93350      | 2000 SR252 | 24 set 2000 | Socorro    | LINEAR          | —         | MPC                           |
| 93351      | 2000 SX252 | 24 set 2000 | Socorro    | LINEAR          | Eos       | MPC                           |
| 93352      | 2000 SZ252 | 24 set 2000 | Socorro    | LINEAR          | —         | MPC                           |
| 93353      | 2000 SF253 | 24 set 2000 | Socorro    | LINEAR          | —         | MPC                           |
| 93354      | 2000 SL256 | 24 set 2000 | Socorro    | LINEAR          | —         | MPC                           |
| 93355      | 2000 SK257 | 24 set 2000 | Socorro    | LINEAR          | —         | MPC                           |
| 93356      | 2000 SM260 | 24 set 2000 | Socorro    | LINEAR          | —         | MPC                           |
| 93357      | 2000 SP261 | 24 set 2000 | Socorro    | LINEAR          | —         | MPC                           |
| 93358      | 2000 SS261 | 24 set 2000 | Socorro    | LINEAR          | —         | MPC                           |
| 93359      | 2000 SA262 | 24 set 2000 | Socorro    | LINEAR          | —         | MPC                           |
| 93360      | 2000 ST262 | 25 set 2000 | Socorro    | LINEAR          | —         | MPC                           |
| 93361      | 2000 SY262 | 25 set 2000 | Socorro    | LINEAR          | —         | MPC                           |
| 93362      | 2000 SQ263 | 26 set 2000 | Socorro    | LINEAR          | —         | MPC                           |
| 93363      | 2000 SA264 | 26 set 2000 | Socorro    | LINEAR          | —         | MPC                           |
| 93364      | 2000 SU265 | 26 set 2000 | Socorro    | LINEAR          | —         | MPC                           |
| 93365      | 2000 SR266 | 26 set 2000 | Socorro    | LINEAR          | —         | MPC                           |
| 93366      | 2000 SJ267 | 27 set 2000 | Socorro    | LINEAR          | —         | MPC                           |
| 93367      | 2000 SK268 | 27 set 2000 | Socorro    | LINEAR          | —         | MPC                           |
| 93368      | 2000 SO268 | 27 set 2000 | Socorro    | LINEAR          | Phocaea   | MPC                           |
| 93369      | 2000 SQ268 | 27 set 2000 | Socorro    | LINEAR          | —         | MPC                           |
| 93370      | 2000 SY268 | 27 set 2000 | Socorro    | LINEAR          | —         | MPC                           |
| 93371      | 2000 SP269 | 27 set 2000 | Socorro    | LINEAR          | —         | MPC                           |
| 93372      | 2000 SV269 | 27 set 2000 | Socorro    | LINEAR          | —         | MPC                           |
| 93373      | 2000 SJ270 | 27 set 2000 | Socorro    | LINEAR          | —         | MPC                           |
| 93374      | 2000 SK270 | 27 set 2000 | Socorro    | LINEAR          | —         | MPC                           |
| 93375      | 2000 SY270 | 27 set 2000 | Socorro    | LINEAR          | —         | MPC                           |
| 93376      | 2000 SF271 | 27 set 2000 | Socorro    | LINEAR          | —         | MPC                           |
| 93377      | 2000 SO271 | 27 set 2000 | Socorro    | LINEAR          | —         | MPC                           |
| 93378      | 2000 SQ271 | 27 set 2000 | Socorro    | LINEAR          | —         | MPC                           |
| 93379      | 2000 SU275 | 28 set 2000 | Socorro    | LINEAR          | —         | MPC                           |
| 93380      | 2000 SA276 | 28 set 2000 | Socorro    | LINEAR          | —         | MPC                           |
| 93381      | 2000 SK276 | 30 set 2000 | Socorro    | LINEAR          | —         | MPC                           |
| 93382      | 2000 SB277 | 30 set 2000 | Socorro    | LINEAR          | —         | MPC                           |
| 93383      | 2000 SG277 | 30 set 2000 | Socorro    | LINEAR          | —         | MPC                           |
| 93384      | 2000 SY277 | 30 set 2000 | Socorro    | LINEAR          | —         | MPC                           |
| 93385      | 2000 SS278 | 30 set 2000 | Socorro    | LINEAR          | —         | MPC                           |
| 93386      | 2000 SH279 | 30 set 2000 | Socorro    | LINEAR          | —         | MPC                           |
| 93387      | 2000 SR279 | 25 set 2000 | Socorro    | LINEAR          | —         | MPC                           |
| 93388      | 2000 ST279 | 25 set 2000 | Socorro    | LINEAR          | —         | MPC                           |
| 93389      | 2000 SK280 | 30 set 2000 | Socorro    | LINEAR          | —         | MPC                           |
| 93390      | 2000 SC281 | 23 set 2000 | Socorro    | LINEAR          | —         | MPC                           |
| 93391      | 2000 SE282 | 23 set 2000 | Socorro    | LINEAR          | —         | MPC                           |
| 93392      | 2000 SX284 | 23 set 2000 | Socorro    | LINEAR          | —         | MPC                           |
| 93393      | 2000 SB285 | 23 set 2000 | Socorro    | LINEAR          | —         | MPC                           |
| 93394      | 2000 ST285 | 23 set 2000 | Socorro    | LINEAR          | —         | MPC                           |
| 93395      | 2000 SQ286 | 26 set 2000 | Socorro    | LINEAR          | —         | MPC                           |
| 93396      | 2000 SG287 | 26 set 2000 | Socorro    | LINEAR          | —         | MPC                           |
| 93397      | 2000 SH287 | 26 set 2000 | Socorro    | LINEAR          | —         | MPC                           |
| 93398      | 2000 SL287 | 26 set 2000 | Socorro    | LINEAR          | —         | MPC                           |
| 93399      | 2000 SC288 | 26 set 2000 | Socorro    | LINEAR          | —         | MPC                           |
| 93400      | 2000 SW288 | 27 set 2000 | Socorro    | LINEAR          | —         | MPC                           |

## 93401–93500
| Designação | Designação | Descoberta  | Descoberta    | Descobridor(es) | Categoria | Mais informações / Referência |
| Permanente | Provisória | Data        | Local         | Descobridor(es) | Categoria | Mais informações / Referência |
| ---------- | ---------- | ----------- | ------------- | --------------- | --------- | ----------------------------- |
| 93401      | 2000 SE293 | 27 set 2000 | Socorro       | LINEAR          | Phocaea   | MPC                           |
| 93402      | 2000 SG293 | 27 set 2000 | Socorro       | LINEAR          | —         | MPC                           |
| 93403      | 2000 SM293 | 27 set 2000 | Socorro       | LINEAR          | —         | MPC                           |
| 93404      | 2000 SQ293 | 27 set 2000 | Socorro       | LINEAR          | Phocaea   | MPC                           |
| 93405      | 2000 SV293 | 27 set 2000 | Socorro       | LINEAR          | —         | MPC                           |
| 93406      | 2000 SZ293 | 27 set 2000 | Socorro       | LINEAR          | —         | MPC                           |
| 93407      | 2000 SM294 | 27 set 2000 | Socorro       | LINEAR          | —         | MPC                           |
| 93408      | 2000 SV294 | 27 set 2000 | Socorro       | LINEAR          | —         | MPC                           |
| 93409      | 2000 SS296 | 28 set 2000 | Socorro       | LINEAR          | —         | MPC                           |
| 93410      | 2000 SJ297 | 28 set 2000 | Socorro       | LINEAR          | —         | MPC                           |
| 93411      | 2000 SY298 | 28 set 2000 | Socorro       | LINEAR          | —         | MPC                           |
| 93412      | 2000 ST300 | 28 set 2000 | Socorro       | LINEAR          | —         | MPC                           |
| 93413      | 2000 SB301 | 28 set 2000 | Socorro       | LINEAR          | —         | MPC                           |
| 93414      | 2000 SC301 | 28 set 2000 | Socorro       | LINEAR          | —         | MPC                           |
| 93415      | 2000 SW301 | 28 set 2000 | Socorro       | LINEAR          | —         | MPC                           |
| 93416      | 2000 SG303 | 28 set 2000 | Socorro       | LINEAR          | —         | MPC                           |
| 93417      | 2000 SV303 | 28 set 2000 | Socorro       | LINEAR          | —         | MPC                           |
| 93418      | 2000 SB305 | 30 set 2000 | Socorro       | LINEAR          | —         | MPC                           |
| 93419      | 2000 SS305 | 30 set 2000 | Socorro       | LINEAR          | Phocaea   | MPC                           |
| 93420      | 2000 SC307 | 30 set 2000 | Socorro       | LINEAR          | —         | MPC                           |
| 93421      | 2000 SK307 | 30 set 2000 | Socorro       | LINEAR          | Phocaea   | MPC                           |
| 93422      | 2000 SB308 | 30 set 2000 | Socorro       | LINEAR          | —         | MPC                           |
| 93423      | 2000 SG308 | 30 set 2000 | Socorro       | LINEAR          | —         | MPC                           |
| 93424      | 2000 SP312 | 27 set 2000 | Socorro       | LINEAR          | —         | MPC                           |
| 93425      | 2000 SC314 | 27 set 2000 | Socorro       | LINEAR          | —         | MPC                           |
| 93426      | 2000 SQ315 | 28 set 2000 | Socorro       | LINEAR          | —         | MPC                           |
| 93427      | 2000 SY315 | 30 set 2000 | Socorro       | LINEAR          | —         | MPC                           |
| 93428      | 2000 ST316 | 30 set 2000 | Socorro       | LINEAR          | Phocaea   | MPC                           |
| 93429      | 2000 SE317 | 30 set 2000 | Socorro       | LINEAR          | —         | MPC                           |
| 93430      | 2000 SG317 | 30 set 2000 | Socorro       | LINEAR          | —         | MPC                           |
| 93431      | 2000 SS317 | 30 set 2000 | Socorro       | LINEAR          | —         | MPC                           |
| 93432      | 2000 SN318 | 26 set 2000 | Socorro       | LINEAR          | —         | MPC                           |
| 93433      | 2000 SN319 | 26 set 2000 | Socorro       | LINEAR          | Phocaea   | MPC                           |
| 93434      | 2000 ST319 | 26 set 2000 | Socorro       | LINEAR          | —         | MPC                           |
| 93435      | 2000 SS320 | 27 set 2000 | Socorro       | LINEAR          | —         | MPC                           |
| 93436      | 2000 SO326 | 29 set 2000 | Kitt Peak     | Spacewatch      | —         | MPC                           |
| 93437      | 2000 SG327 | 29 set 2000 | Haleakalā     | NEAT            | —         | MPC                           |
| 93438      | 2000 SR327 | 30 set 2000 | Socorro       | LINEAR          | —         | MPC                           |
| 93439      | 2000 SF328 | 30 set 2000 | Socorro       | LINEAR          | —         | MPC                           |
| 93440      | 2000 SX328 | 27 set 2000 | Socorro       | LINEAR          | —         | MPC                           |
| 93441      | 2000 SV330 | 27 set 2000 | Kitt Peak     | Spacewatch      | —         | MPC                           |
| 93442      | 2000 SO333 | 26 set 2000 | Haleakalā     | NEAT            | —         | MPC                           |
| 93443      | 2000 SK336 | 26 set 2000 | Haleakala     | NEAT            | —         | MPC                           |
| 93444      | 2000 SN336 | 26 set 2000 | Haleakala     | NEAT            | —         | MPC                           |
| 93445      | 2000 SU336 | 26 set 2000 | Haleakala     | NEAT            | —         | MPC                           |
| 93446      | 2000 SV339 | 25 set 2000 | Kitt Peak     | Spacewatch      | —         | MPC                           |
| 93447      | 2000 SZ339 | 25 set 2000 | Kitt Peak     | Spacewatch      | —         | MPC                           |
| 93448      | 2000 SA345 | 20 set 2000 | Socorro       | LINEAR          | —         | MPC                           |
| 93449      | 2000 SD347 | 25 set 2000 | Socorro       | LINEAR          | —         | MPC                           |
| 93450      | 2000 SP347 | 22 set 2000 | Socorro       | LINEAR          | —         | MPC                           |
| 93451      | 2000 SE349 | 30 set 2000 | Anderson Mesa | LONEOS          | Phocaea   | MPC                           |
| 93452      | 2000 SY351 | 29 set 2000 | Anderson Mesa | LONEOS          | —         | MPC                           |
| 93453      | 2000 SZ351 | 26 set 2000 | Anderson Mesa | LONEOS          | —         | MPC                           |
| 93454      | 2000 SP352 | 30 set 2000 | Anderson Mesa | LONEOS          | Phocaea   | MPC                           |
| 93455      | 2000 SS352 | 30 set 2000 | Anderson Mesa | LONEOS          | —         | MPC                           |
| 93456      | 2000 SG357 | 28 set 2000 | Anderson Mesa | LONEOS          | —         | MPC                           |
| 93457      | 2000 ST358 | 25 set 2000 | Socorro       | LINEAR          | —         | MPC                           |
| 93458      | 2000 SX358 | 25 set 2000 | Haleakalā     | NEAT            | —         | MPC                           |
| 93459      | 2000 SK360 | 26 set 2000 | Anderson Mesa | LONEOS          | —         | MPC                           |
| 93460      | 2000 SV360 | 22 set 2000 | Anderson Mesa | LONEOS          | —         | MPC                           |
| 93461      | 2000 ST363 | 20 set 2000 | Socorro       | LINEAR          | —         | MPC                           |
| 93462      | 2000 SJ367 | 22 set 2000 | Haleakalā     | NEAT            | —         | MPC                           |
| 93463      | 2000 SC368 | 24 set 2000 | Socorro       | LINEAR          | —         | MPC                           |
| 93464      | 2000 SA369 | 23 set 2000 | Anderson Mesa | LONEOS          | —         | MPC                           |
| 93465      | 2000 SY369 | 24 set 2000 | Anderson Mesa | LONEOS          | —         | MPC                           |
| 93466      | 2000 TO    | 2 out 2000  | Emerald Lane  | L. Ball         | —         | MPC                           |
| 93467      | 2000 TM5   | 1 out 2000  | Socorro       | LINEAR          | —         | MPC                           |
| 93468      | 2000 TY5   | 1 out 2000  | Socorro       | LINEAR          | —         | MPC                           |
| 93469      | 2000 TW10  | 1 out 2000  | Socorro       | LINEAR          | —         | MPC                           |
| 93470      | 2000 TW11  | 1 out 2000  | Socorro       | LINEAR          | —         | MPC                           |
| 93471      | 2000 TU12  | 1 out 2000  | Socorro       | LINEAR          | —         | MPC                           |
| 93472      | 2000 TV12  | 1 out 2000  | Socorro       | LINEAR          | —         | MPC                           |
| 93473      | 2000 TY13  | 1 out 2000  | Socorro       | LINEAR          | —         | MPC                           |
| 93474      | 2000 TU14  | 1 out 2000  | Socorro       | LINEAR          | —         | MPC                           |
| 93475      | 2000 TB17  | 1 out 2000  | Socorro       | LINEAR          | Eunomia   | MPC                           |
| 93476      | 2000 TG17  | 1 out 2000  | Socorro       | LINEAR          | —         | MPC                           |
| 93477      | 2000 TL17  | 1 out 2000  | Socorro       | LINEAR          | —         | MPC                           |
| 93478      | 2000 TQ19  | 1 out 2000  | Socorro       | LINEAR          | —         | MPC                           |
| 93479      | 2000 TM20  | 1 out 2000  | Socorro       | LINEAR          | —         | MPC                           |
| 93480      | 2000 TZ20  | 1 out 2000  | Socorro       | LINEAR          | —         | MPC                           |
| 93481      | 2000 TN21  | 1 out 2000  | Socorro       | LINEAR          | Phocaea   | MPC                           |
| 93482      | 2000 TO21  | 1 out 2000  | Socorro       | LINEAR          | —         | MPC                           |
| 93483      | 2000 TM22  | 3 out 2000  | Socorro       | LINEAR          | —         | MPC                           |
| 93484      | 2000 TP22  | 5 out 2000  | Prescott      | P. G. Comba     | —         | MPC                           |
| 93485      | 2000 TS24  | 2 out 2000  | Socorro       | LINEAR          | —         | MPC                           |
| 93486      | 2000 TE25  | 2 out 2000  | Socorro       | LINEAR          | —         | MPC                           |
| 93487      | 2000 TD26  | 1 out 2000  | Socorro       | LINEAR          | —         | MPC                           |
| 93488      | 2000 TV32  | 2 out 2000  | Socorro       | LINEAR          | —         | MPC                           |
| 93489      | 2000 TT33  | 5 out 2000  | Socorro       | LINEAR          | —         | MPC                           |
| 93490      | 2000 TV33  | 8 out 2000  | Emerald Lane  | L. Ball         | —         | MPC                           |
| 93491      | 2000 TC34  | 7 out 2000  | Desert Beaver | W. K. Y. Yeung  | —         | MPC                           |
| 93492      | 2000 TD36  | 6 out 2000  | Anderson Mesa | LONEOS          | —         | MPC                           |
| 93493      | 2000 TN38  | 1 out 2000  | Socorro       | LINEAR          | Phocaea   | MPC                           |
| 93494      | 2000 TA39  | 1 out 2000  | Socorro       | LINEAR          | —         | MPC                           |
| 93495      | 2000 TB39  | 1 out 2000  | Socorro       | LINEAR          | —         | MPC                           |
| 93496      | 2000 TT41  | 1 out 2000  | Socorro       | LINEAR          | —         | MPC                           |
| 93497      | 2000 TV42  | 1 out 2000  | Socorro       | LINEAR          | —         | MPC                           |
| 93498      | 2000 TH45  | 1 out 2000  | Socorro       | LINEAR          | Phocaea   | MPC                           |
| 93499      | 2000 TK46  | 1 out 2000  | Anderson Mesa | LONEOS          | —         | MPC                           |
| 93500      | 2000 TU49  | 1 out 2000  | Socorro       | LINEAR          | Phocaea   | MPC                           |

## 93501–93600
| Designação | Designação | Descoberta  | Descoberta          | Descobridor(es) | Categoria | Mais informações / Referência |
| Permanente | Provisória | Data        | Local               | Descobridor(es) | Categoria | Mais informações / Referência |
| ---------- | ---------- | ----------- | ------------------- | --------------- | --------- | ----------------------------- |
| 93501      | 2000 TE50  | 1 out 2000  | Socorro             | LINEAR          | —         | MPC                           |
| 93502      | 2000 TN50  | 1 out 2000  | Socorro             | LINEAR          | Koronis   | MPC                           |
| 93503      | 2000 TJ51  | 1 out 2000  | Socorro             | LINEAR          | —         | MPC                           |
| 93504      | 2000 TM52  | 1 out 2000  | Socorro             | LINEAR          | —         | MPC                           |
| 93505      | 2000 TF53  | 1 out 2000  | Socorro             | LINEAR          | —         | MPC                           |
| 93506      | 2000 TS54  | 1 out 2000  | Socorro             | LINEAR          | —         | MPC                           |
| 93507      | 2000 TA56  | 1 out 2000  | Socorro             | LINEAR          | —         | MPC                           |
| 93508      | 2000 TM56  | 1 out 2000  | Kitt Peak           | Spacewatch      | —         | MPC                           |
| 93509      | 2000 TP56  | 2 out 2000  | Anderson Mesa       | LONEOS          | —         | MPC                           |
| 93510      | 2000 TT56  | 2 out 2000  | Socorro             | LINEAR          | —         | MPC                           |
| 93511      | 2000 TA60  | 2 out 2000  | Anderson Mesa       | LONEOS          | —         | MPC                           |
| 93512      | 2000 TO60  | 2 out 2000  | Anderson Mesa       | LONEOS          | —         | MPC                           |
| 93513      | 2000 TP61  | 2 out 2000  | Anderson Mesa       | LONEOS          | —         | MPC                           |
| 93514      | 2000 TA62  | 2 out 2000  | Anderson Mesa       | LONEOS          | —         | MPC                           |
| 93515      | 2000 TS62  | 2 out 2000  | Socorro             | LINEAR          | —         | MPC                           |
| 93516      | 2000 TA63  | 2 out 2000  | Socorro             | LINEAR          | —         | MPC                           |
| 93517      | 2000 TF63  | 3 out 2000  | Anderson Mesa       | LONEOS          | —         | MPC                           |
| 93518      | 2000 TU63  | 3 out 2000  | Socorro             | LINEAR          | —         | MPC                           |
| 93519      | 2000 TV63  | 3 out 2000  | Socorro             | LINEAR          | —         | MPC                           |
| 93520      | 2000 TW63  | 3 out 2000  | Socorro             | LINEAR          | —         | MPC                           |
| 93521      | 2000 TX65  | 1 out 2000  | Socorro             | LINEAR          | —         | MPC                           |
| 93522      | 2000 TK67  | 2 out 2000  | Socorro             | LINEAR          | —         | MPC                           |
| 93523      | 2000 TQ67  | 2 out 2000  | Socorro             | LINEAR          | —         | MPC                           |
| 93524      | 2000 UQ    | 20 out 2000 | Ondřejov            | P. Kušnirák     | —         | MPC                           |
| 93525      | 2000 UX    | 21 out 2000 | Višnjan Observatory | K. Korlević     | —         | MPC                           |
| 93526      | 2000 UY    | 21 out 2000 | Višnjan Observatory | K. Korlević     | —         | MPC                           |
| 93527      | 2000 UW1   | 31 out 2000 | Socorro             | LINEAR          | —         | MPC                           |
| 93528      | 2000 UL4   | 24 out 2000 | Socorro             | LINEAR          | Phocaea   | MPC                           |
| 93529      | 2000 UM6   | 24 out 2000 | Socorro             | LINEAR          | —         | MPC                           |
| 93530      | 2000 UW6   | 24 out 2000 | Socorro             | LINEAR          | —         | MPC                           |
| 93531      | 2000 UA7   | 24 out 2000 | Socorro             | LINEAR          | Phocaea   | MPC                           |
| 93532      | 2000 UL9   | 24 out 2000 | Socorro             | LINEAR          | —         | MPC                           |
| 93533      | 2000 UO12  | 24 out 2000 | Socorro             | LINEAR          | —         | MPC                           |
| 93534      | 2000 UU13  | 27 out 2000 | Desert Beaver       | W. K. Y. Yeung  | —         | MPC                           |
| 93535      | 2000 UL14  | 24 out 2000 | Socorro             | LINEAR          | —         | MPC                           |
| 93536      | 2000 UM14  | 25 out 2000 | Socorro             | LINEAR          | —         | MPC                           |
| 93537      | 2000 UV14  | 25 out 2000 | Socorro             | LINEAR          | —         | MPC                           |
| 93538      | 2000 UJ17  | 24 out 2000 | Socorro             | LINEAR          | —         | MPC                           |
| 93539      | 2000 US17  | 24 out 2000 | Socorro             | LINEAR          | —         | MPC                           |
| 93540      | 2000 UG19  | 29 out 2000 | Socorro             | LINEAR          | Phocaea   | MPC                           |
| 93541      | 2000 UT20  | 24 out 2000 | Socorro             | LINEAR          | —         | MPC                           |
| 93542      | 2000 UY20  | 24 out 2000 | Socorro             | LINEAR          | —         | MPC                           |
| 93543      | 2000 UG21  | 24 out 2000 | Socorro             | LINEAR          | —         | MPC                           |
| 93544      | 2000 UV21  | 24 out 2000 | Socorro             | LINEAR          | —         | MPC                           |
| 93545      | 2000 UY21  | 24 out 2000 | Socorro             | LINEAR          | —         | MPC                           |
| 93546      | 2000 UT22  | 24 out 2000 | Socorro             | LINEAR          | —         | MPC                           |
| 93547      | 2000 UC23  | 24 out 2000 | Socorro             | LINEAR          | —         | MPC                           |
| 93548      | 2000 UL23  | 24 out 2000 | Socorro             | LINEAR          | —         | MPC                           |
| 93549      | 2000 UP23  | 24 out 2000 | Socorro             | LINEAR          | —         | MPC                           |
| 93550      | 2000 UY23  | 24 out 2000 | Socorro             | LINEAR          | —         | MPC                           |
| 93551      | 2000 UL24  | 24 out 2000 | Socorro             | LINEAR          | —         | MPC                           |
| 93552      | 2000 UO25  | 24 out 2000 | Socorro             | LINEAR          | —         | MPC                           |
| 93553      | 2000 UT25  | 24 out 2000 | Socorro             | LINEAR          | —         | MPC                           |
| 93554      | 2000 UM27  | 24 out 2000 | Socorro             | LINEAR          | —         | MPC                           |
| 93555      | 2000 US27  | 24 out 2000 | Socorro             | LINEAR          | —         | MPC                           |
| 93556      | 2000 UK31  | 29 out 2000 | Kitt Peak           | Spacewatch      | —         | MPC                           |
| 93557      | 2000 UH34  | 24 out 2000 | Socorro             | LINEAR          | —         | MPC                           |
| 93558      | 2000 UJ36  | 24 out 2000 | Socorro             | LINEAR          | —         | MPC                           |
| 93559      | 2000 UA37  | 24 out 2000 | Socorro             | LINEAR          | —         | MPC                           |
| 93560      | 2000 UB37  | 24 out 2000 | Socorro             | LINEAR          | —         | MPC                           |
| 93561      | 2000 UO37  | 24 out 2000 | Socorro             | LINEAR          | —         | MPC                           |
| 93562      | 2000 UW37  | 24 out 2000 | Socorro             | LINEAR          | —         | MPC                           |
| 93563      | 2000 UY37  | 24 out 2000 | Socorro             | LINEAR          | —         | MPC                           |
| 93564      | 2000 UR38  | 24 out 2000 | Socorro             | LINEAR          | —         | MPC                           |
| 93565      | 2000 UB39  | 24 out 2000 | Socorro             | LINEAR          | —         | MPC                           |
| 93566      | 2000 UC39  | 24 out 2000 | Socorro             | LINEAR          | —         | MPC                           |
| 93567      | 2000 UD39  | 24 out 2000 | Socorro             | LINEAR          | —         | MPC                           |
| 93568      | 2000 UE39  | 24 out 2000 | Socorro             | LINEAR          | Phocaea   | MPC                           |
| 93569      | 2000 UG39  | 24 out 2000 | Socorro             | LINEAR          | —         | MPC                           |
| 93570      | 2000 UY41  | 24 out 2000 | Socorro             | LINEAR          | —         | MPC                           |
| 93571      | 2000 UP42  | 24 out 2000 | Socorro             | LINEAR          | —         | MPC                           |
| 93572      | 2000 UT42  | 24 out 2000 | Socorro             | LINEAR          | —         | MPC                           |
| 93573      | 2000 UU42  | 24 out 2000 | Socorro             | LINEAR          | —         | MPC                           |
| 93574      | 2000 UG43  | 24 out 2000 | Socorro             | LINEAR          | —         | MPC                           |
| 93575      | 2000 UD44  | 24 out 2000 | Socorro             | LINEAR          | —         | MPC                           |
| 93576      | 2000 UL44  | 24 out 2000 | Socorro             | LINEAR          | —         | MPC                           |
| 93577      | 2000 UA46  | 24 out 2000 | Socorro             | LINEAR          | —         | MPC                           |
| 93578      | 2000 UW47  | 24 out 2000 | Socorro             | LINEAR          | —         | MPC                           |
| 93579      | 2000 UZ47  | 24 out 2000 | Socorro             | LINEAR          | Eos       | MPC                           |
| 93580      | 2000 UC48  | 24 out 2000 | Socorro             | LINEAR          | —         | MPC                           |
| 93581      | 2000 UD48  | 24 out 2000 | Socorro             | LINEAR          | —         | MPC                           |
| 93582      | 2000 UP48  | 24 out 2000 | Socorro             | LINEAR          | —         | MPC                           |
| 93583      | 2000 UC51  | 24 out 2000 | Socorro             | LINEAR          | —         | MPC                           |
| 93584      | 2000 UL51  | 24 out 2000 | Socorro             | LINEAR          | —         | MPC                           |
| 93585      | 2000 UE52  | 24 out 2000 | Socorro             | LINEAR          | —         | MPC                           |
| 93586      | 2000 UH52  | 24 out 2000 | Socorro             | LINEAR          | —         | MPC                           |
| 93587      | 2000 UJ52  | 24 out 2000 | Socorro             | LINEAR          | —         | MPC                           |
| 93588      | 2000 UO52  | 24 out 2000 | Socorro             | LINEAR          | —         | MPC                           |
| 93589      | 2000 UV52  | 24 out 2000 | Socorro             | LINEAR          | —         | MPC                           |
| 93590      | 2000 UY52  | 24 out 2000 | Socorro             | LINEAR          | —         | MPC                           |
| 93591      | 2000 US53  | 24 out 2000 | Socorro             | LINEAR          | —         | MPC                           |
| 93592      | 2000 UD54  | 24 out 2000 | Socorro             | LINEAR          | —         | MPC                           |
| 93593      | 2000 UF54  | 24 out 2000 | Socorro             | LINEAR          | —         | MPC                           |
| 93594      | 2000 UH54  | 24 out 2000 | Socorro             | LINEAR          | Phocaea   | MPC                           |
| 93595      | 2000 UZ54  | 24 out 2000 | Socorro             | LINEAR          | —         | MPC                           |
| 93596      | 2000 UN55  | 24 out 2000 | Socorro             | LINEAR          | —         | MPC                           |
| 93597      | 2000 UX55  | 24 out 2000 | Socorro             | LINEAR          | —         | MPC                           |
| 93598      | 2000 UD56  | 24 out 2000 | Socorro             | LINEAR          | —         | MPC                           |
| 93599      | 2000 UA57  | 25 out 2000 | Socorro             | LINEAR          | —         | MPC                           |
| 93600      | 2000 UN57  | 25 out 2000 | Socorro             | LINEAR          | —         | MPC                           |

## 93601–93700
| Designação | Designação | Descoberta  | Descoberta | Descobridor(es) | Categoria | Mais informações / Referência |
| Permanente | Provisória | Data        | Local      | Descobridor(es) | Categoria | Mais informações / Referência |
| ---------- | ---------- | ----------- | ---------- | --------------- | --------- | ----------------------------- |
| 93601      | 2000 UR57  | 25 out 2000 | Socorro    | LINEAR          | —         | MPC                           |
| 93602      | 2000 UG58  | 25 out 2000 | Socorro    | LINEAR          | —         | MPC                           |
| 93603      | 2000 UO58  | 25 out 2000 | Socorro    | LINEAR          | —         | MPC                           |
| 93604      | 2000 UP58  | 25 out 2000 | Socorro    | LINEAR          | —         | MPC                           |
| 93605      | 2000 UR58  | 25 out 2000 | Socorro    | LINEAR          | —         | MPC                           |
| 93606      | 2000 UU60  | 25 out 2000 | Socorro    | LINEAR          | —         | MPC                           |
| 93607      | 2000 UQ61  | 25 out 2000 | Socorro    | LINEAR          | —         | MPC                           |
| 93608      | 2000 UR61  | 25 out 2000 | Socorro    | LINEAR          | —         | MPC                           |
| 93609      | 2000 UX61  | 25 out 2000 | Socorro    | LINEAR          | —         | MPC                           |
| 93610      | 2000 UK62  | 25 out 2000 | Socorro    | LINEAR          | —         | MPC                           |
| 93611      | 2000 UZ62  | 25 out 2000 | Socorro    | LINEAR          | —         | MPC                           |
| 93612      | 2000 UH63  | 25 out 2000 | Socorro    | LINEAR          | —         | MPC                           |
| 93613      | 2000 UL64  | 25 out 2000 | Socorro    | LINEAR          | —         | MPC                           |
| 93614      | 2000 UZ65  | 25 out 2000 | Socorro    | LINEAR          | —         | MPC                           |
| 93615      | 2000 UO66  | 25 out 2000 | Socorro    | LINEAR          | —         | MPC                           |
| 93616      | 2000 UW66  | 25 out 2000 | Socorro    | LINEAR          | —         | MPC                           |
| 93617      | 2000 UC69  | 25 out 2000 | Socorro    | LINEAR          | —         | MPC                           |
| 93618      | 2000 UL69  | 25 out 2000 | Socorro    | LINEAR          | —         | MPC                           |
| 93619      | 2000 UR69  | 25 out 2000 | Socorro    | LINEAR          | —         | MPC                           |
| 93620      | 2000 UQ70  | 25 out 2000 | Socorro    | LINEAR          | —         | MPC                           |
| 93621      | 2000 UZ70  | 25 out 2000 | Socorro    | LINEAR          | —         | MPC                           |
| 93622      | 2000 UJ71  | 25 out 2000 | Socorro    | LINEAR          | —         | MPC                           |
| 93623      | 2000 UC73  | 25 out 2000 | Socorro    | LINEAR          | —         | MPC                           |
| 93624      | 2000 UP73  | 26 out 2000 | Socorro    | LINEAR          | —         | MPC                           |
| 93625      | 2000 UU73  | 26 out 2000 | Socorro    | LINEAR          | —         | MPC                           |
| 93626      | 2000 UV73  | 26 out 2000 | Socorro    | LINEAR          | —         | MPC                           |
| 93627      | 2000 UK74  | 29 out 2000 | Socorro    | LINEAR          | —         | MPC                           |
| 93628      | 2000 UF75  | 31 out 2000 | Socorro    | LINEAR          | —         | MPC                           |
| 93629      | 2000 UH77  | 24 out 2000 | Socorro    | LINEAR          | —         | MPC                           |
| 93630      | 2000 UR77  | 24 out 2000 | Socorro    | LINEAR          | —         | MPC                           |
| 93631      | 2000 UV78  | 24 out 2000 | Socorro    | LINEAR          | Brangane  | MPC                           |
| 93632      | 2000 UE79  | 24 out 2000 | Socorro    | LINEAR          | —         | MPC                           |
| 93633      | 2000 UF79  | 24 out 2000 | Socorro    | LINEAR          | —         | MPC                           |
| 93634      | 2000 UP79  | 24 out 2000 | Socorro    | LINEAR          | —         | MPC                           |
| 93635      | 2000 UR80  | 24 out 2000 | Socorro    | LINEAR          | —         | MPC                           |
| 93636      | 2000 UF81  | 24 out 2000 | Socorro    | LINEAR          | —         | MPC                           |
| 93637      | 2000 UM81  | 24 out 2000 | Socorro    | LINEAR          | —         | MPC                           |
| 93638      | 2000 UP81  | 24 out 2000 | Socorro    | LINEAR          | —         | MPC                           |
| 93639      | 2000 UQ86  | 31 out 2000 | Socorro    | LINEAR          | —         | MPC                           |
| 93640      | 2000 UU86  | 31 out 2000 | Socorro    | LINEAR          | —         | MPC                           |
| 93641      | 2000 US88  | 31 out 2000 | Socorro    | LINEAR          | —         | MPC                           |
| 93642      | 2000 UA89  | 31 out 2000 | Socorro    | LINEAR          | —         | MPC                           |
| 93643      | 2000 UK89  | 31 out 2000 | Socorro    | LINEAR          | —         | MPC                           |
| 93644      | 2000 UE90  | 24 out 2000 | Socorro    | LINEAR          | —         | MPC                           |
| 93645      | 2000 UF90  | 24 out 2000 | Socorro    | LINEAR          | —         | MPC                           |
| 93646      | 2000 UR90  | 24 out 2000 | Socorro    | LINEAR          | —         | MPC                           |
| 93647      | 2000 UK91  | 25 out 2000 | Socorro    | LINEAR          | —         | MPC                           |
| 93648      | 2000 UH92  | 25 out 2000 | Socorro    | LINEAR          | —         | MPC                           |
| 93649      | 2000 UA94  | 25 out 2000 | Socorro    | LINEAR          | —         | MPC                           |
| 93650      | 2000 UQ94  | 25 out 2000 | Socorro    | LINEAR          | —         | MPC                           |
| 93651      | 2000 UU94  | 25 out 2000 | Socorro    | LINEAR          | —         | MPC                           |
| 93652      | 2000 UW97  | 25 out 2000 | Socorro    | LINEAR          | —         | MPC                           |
| 93653      | 2000 UL98  | 25 out 2000 | Socorro    | LINEAR          | —         | MPC                           |
| 93654      | 2000 UX98  | 25 out 2000 | Socorro    | LINEAR          | —         | MPC                           |
| 93655      | 2000 UT99  | 25 out 2000 | Socorro    | LINEAR          | —         | MPC                           |
| 93656      | 2000 UW99  | 25 out 2000 | Socorro    | LINEAR          | —         | MPC                           |
| 93657      | 2000 UN100 | 25 out 2000 | Socorro    | LINEAR          | —         | MPC                           |
| 93658      | 2000 UU103 | 25 out 2000 | Socorro    | LINEAR          | —         | MPC                           |
| 93659      | 2000 UF104 | 25 out 2000 | Socorro    | LINEAR          | —         | MPC                           |
| 93660      | 2000 UH104 | 25 out 2000 | Socorro    | LINEAR          | —         | MPC                           |
| 93661      | 2000 UQ104 | 25 out 2000 | Socorro    | LINEAR          | —         | MPC                           |
| 93662      | 2000 UD105 | 29 out 2000 | Socorro    | LINEAR          | —         | MPC                           |
| 93663      | 2000 UX105 | 29 out 2000 | Socorro    | LINEAR          | —         | MPC                           |
| 93664      | 2000 UJ106 | 30 out 2000 | Socorro    | LINEAR          | —         | MPC                           |
| 93665      | 2000 US108 | 31 out 2000 | Socorro    | LINEAR          | —         | MPC                           |
| 93666      | 2000 UL109 | 31 out 2000 | Socorro    | LINEAR          | —         | MPC                           |
| 93667      | 2000 UM109 | 31 out 2000 | Socorro    | LINEAR          | Pallas    | MPC                           |
| 93668      | 2000 UA110 | 31 out 2000 | Socorro    | LINEAR          | —         | MPC                           |
| 93669      | 2000 UV111 | 29 out 2000 | Kitt Peak  | Spacewatch      | Maria     | MPC                           |
| 93670      | 2000 UC112 | 29 out 2000 | Kitt Peak  | Spacewatch      | —         | MPC                           |
| 93671      | 2000 UQ112 | 24 out 2000 | Socorro    | LINEAR          | —         | MPC                           |
| 93672      | 2000 UY112 | 19 out 2000 | Kitt Peak  | Spacewatch      | —         | MPC                           |
| 93673      | 2000 UR113 | 18 out 2000 | Socorro    | LINEAR          | —         | MPC                           |
| 93674      | 2000 VZ3   | 1 nov 2000  | Socorro    | LINEAR          | —         | MPC                           |
| 93675      | 2000 VR5   | 1 nov 2000  | Socorro    | LINEAR          | —         | MPC                           |
| 93676      | 2000 VX5   | 1 nov 2000  | Socorro    | LINEAR          | Phocaea   | MPC                           |
| 93677      | 2000 VD6   | 1 nov 2000  | Socorro    | LINEAR          | —         | MPC                           |
| 93678      | 2000 VJ6   | 1 nov 2000  | Socorro    | LINEAR          | —         | MPC                           |
| 93679      | 2000 VO11  | 1 nov 2000  | Socorro    | LINEAR          | —         | MPC                           |
| 93680      | 2000 VC12  | 1 nov 2000  | Socorro    | LINEAR          | —         | MPC                           |
| 93681      | 2000 VZ13  | 1 nov 2000  | Socorro    | LINEAR          | —         | MPC                           |
| 93682      | 2000 VM14  | 1 nov 2000  | Socorro    | LINEAR          | —         | MPC                           |
| 93683      | 2000 VN14  | 1 nov 2000  | Socorro    | LINEAR          | —         | MPC                           |
| 93684      | 2000 VC15  | 1 nov 2000  | Socorro    | LINEAR          | —         | MPC                           |
| 93685      | 2000 VG15  | 1 nov 2000  | Socorro    | LINEAR          | —         | MPC                           |
| 93686      | 2000 VB17  | 1 nov 2000  | Socorro    | LINEAR          | —         | MPC                           |
| 93687      | 2000 VH18  | 1 nov 2000  | Socorro    | LINEAR          | —         | MPC                           |
| 93688      | 2000 VG20  | 1 nov 2000  | Socorro    | LINEAR          | —         | MPC                           |
| 93689      | 2000 VT20  | 1 nov 2000  | Socorro    | LINEAR          | —         | MPC                           |
| 93690      | 2000 VE21  | 1 nov 2000  | Socorro    | LINEAR          | —         | MPC                           |
| 93691      | 2000 VJ21  | 1 nov 2000  | Socorro    | LINEAR          | —         | MPC                           |
| 93692      | 2000 VK21  | 1 nov 2000  | Socorro    | LINEAR          | —         | MPC                           |
| 93693      | 2000 VC23  | 1 nov 2000  | Socorro    | LINEAR          | —         | MPC                           |
| 93694      | 2000 VD23  | 1 nov 2000  | Socorro    | LINEAR          | —         | MPC                           |
| 93695      | 2000 VU24  | 1 nov 2000  | Socorro    | LINEAR          | —         | MPC                           |
| 93696      | 2000 VV25  | 1 nov 2000  | Socorro    | LINEAR          | —         | MPC                           |
| 93697      | 2000 VH26  | 1 nov 2000  | Socorro    | LINEAR          | —         | MPC                           |
| 93698      | 2000 VM26  | 1 nov 2000  | Socorro    | LINEAR          | —         | MPC                           |
| 93699      | 2000 VP26  | 1 nov 2000  | Socorro    | LINEAR          | —         | MPC                           |
| 93700      | 2000 VT26  | 1 nov 2000  | Socorro    | LINEAR          | —         | MPC                           |

## 93701–93800
| Designação | Designação | Descoberta  | Descoberta     | Descobridor(es) | Categoria | Mais informações / Referência |
| Permanente | Provisória | Data        | Local          | Descobridor(es) | Categoria | Mais informações / Referência |
| ---------- | ---------- | ----------- | -------------- | --------------- | --------- | ----------------------------- |
| 93701      | 2000 VM27  | 1 nov 2000  | Socorro        | LINEAR          | —         | MPC                           |
| 93702      | 2000 VU27  | 1 nov 2000  | Socorro        | LINEAR          | —         | MPC                           |
| 93703      | 2000 VZ27  | 1 nov 2000  | Socorro        | LINEAR          | —         | MPC                           |
| 93704      | 2000 VP28  | 1 nov 2000  | Socorro        | LINEAR          | —         | MPC                           |
| 93705      | 2000 VP30  | 1 nov 2000  | Socorro        | LINEAR          | —         | MPC                           |
| 93706      | 2000 VQ30  | 1 nov 2000  | Socorro        | LINEAR          | —         | MPC                           |
| 93707      | 2000 VP31  | 1 nov 2000  | Socorro        | LINEAR          | —         | MPC                           |
| 93708      | 2000 VR31  | 1 nov 2000  | Socorro        | LINEAR          | —         | MPC                           |
| 93709      | 2000 VW31  | 1 nov 2000  | Socorro        | LINEAR          | —         | MPC                           |
| 93710      | 2000 VR33  | 1 nov 2000  | Socorro        | LINEAR          | —         | MPC                           |
| 93711      | 2000 VX33  | 1 nov 2000  | Socorro        | LINEAR          | —         | MPC                           |
| 93712      | 2000 VU34  | 1 nov 2000  | Socorro        | LINEAR          | —         | MPC                           |
| 93713      | 2000 VH35  | 1 nov 2000  | Socorro        | LINEAR          | —         | MPC                           |
| 93714      | 2000 VJ35  | 1 nov 2000  | Socorro        | LINEAR          | —         | MPC                           |
| 93715      | 2000 VN35  | 1 nov 2000  | Socorro        | LINEAR          | —         | MPC                           |
| 93716      | 2000 VP35  | 1 nov 2000  | Socorro        | LINEAR          | —         | MPC                           |
| 93717      | 2000 VE36  | 1 nov 2000  | Socorro        | LINEAR          | —         | MPC                           |
| 93718      | 2000 VO36  | 1 nov 2000  | Socorro        | LINEAR          | —         | MPC                           |
| 93719      | 2000 VR36  | 1 nov 2000  | Socorro        | LINEAR          | —         | MPC                           |
| 93720      | 2000 VY37  | 1 nov 2000  | Socorro        | LINEAR          | —         | MPC                           |
| 93721      | 2000 VN39  | 1 nov 2000  | Socorro        | LINEAR          | —         | MPC                           |
| 93722      | 2000 VE40  | 1 nov 2000  | Socorro        | LINEAR          | —         | MPC                           |
| 93723      | 2000 VF40  | 1 nov 2000  | Socorro        | LINEAR          | —         | MPC                           |
| 93724      | 2000 VX40  | 1 nov 2000  | Socorro        | LINEAR          | —         | MPC                           |
| 93725      | 2000 VF41  | 1 nov 2000  | Socorro        | LINEAR          | —         | MPC                           |
| 93726      | 2000 VZ41  | 1 nov 2000  | Socorro        | LINEAR          | —         | MPC                           |
| 93727      | 2000 VX42  | 1 nov 2000  | Socorro        | LINEAR          | —         | MPC                           |
| 93728      | 2000 VX43  | 1 nov 2000  | Socorro        | LINEAR          | —         | MPC                           |
| 93729      | 2000 VK44  | 2 nov 2000  | Socorro        | LINEAR          | Phocaea   | MPC                           |
| 93730      | 2000 VB46  | 2 nov 2000  | Socorro        | LINEAR          | —         | MPC                           |
| 93731      | 2000 VT46  | 3 nov 2000  | Socorro        | LINEAR          | Brangane  | MPC                           |
| 93732      | 2000 VE47  | 3 nov 2000  | Socorro        | LINEAR          | —         | MPC                           |
| 93733      | 2000 VJ47  | 3 nov 2000  | Socorro        | LINEAR          | —         | MPC                           |
| 93734      | 2000 VS47  | 1 nov 2000  | Socorro        | LINEAR          | Themis    | MPC                           |
| 93735      | 2000 VO48  | 2 nov 2000  | Socorro        | LINEAR          | —         | MPC                           |
| 93736      | 2000 VL50  | 2 nov 2000  | Socorro        | LINEAR          | —         | MPC                           |
| 93737      | 2000 VP50  | 2 nov 2000  | Socorro        | LINEAR          | —         | MPC                           |
| 93738      | 2000 VQ50  | 2 nov 2000  | Socorro        | LINEAR          | —         | MPC                           |
| 93739      | 2000 VK51  | 3 nov 2000  | Socorro        | LINEAR          | —         | MPC                           |
| 93740      | 2000 VO51  | 3 nov 2000  | Socorro        | LINEAR          | —         | MPC                           |
| 93741      | 2000 VV55  | 3 nov 2000  | Socorro        | LINEAR          | —         | MPC                           |
| 93742      | 2000 VH56  | 3 nov 2000  | Socorro        | LINEAR          | —         | MPC                           |
| 93743      | 2000 VX56  | 3 nov 2000  | Socorro        | LINEAR          | —         | MPC                           |
| 93744      | 2000 VM57  | 3 nov 2000  | Socorro        | LINEAR          | Phocaea   | MPC                           |
| 93745      | 2000 VQ57  | 3 nov 2000  | Socorro        | LINEAR          | —         | MPC                           |
| 93746      | 2000 VU57  | 3 nov 2000  | Socorro        | LINEAR          | —         | MPC                           |
| 93747      | 2000 VG58  | 3 nov 2000  | Socorro        | LINEAR          | —         | MPC                           |
| 93748      | 2000 VO61  | 9 nov 2000  | Socorro        | LINEAR          | —         | MPC                           |
| 93749      | 2000 VP62  | 2 nov 2000  | Socorro        | LINEAR          | —         | MPC                           |
| 93750      | 2000 WF1   | 17 nov 2000 | Socorro        | LINEAR          | —         | MPC                           |
| 93751      | 2000 WH1   | 17 nov 2000 | Socorro        | LINEAR          | —         | MPC                           |
| 93752      | 2000 WA5   | 19 nov 2000 | Socorro        | LINEAR          | —         | MPC                           |
| 93753      | 2000 WO5   | 19 nov 2000 | Socorro        | LINEAR          | —         | MPC                           |
| 93754      | 2000 WZ6   | 19 nov 2000 | Socorro        | LINEAR          | Brangane  | MPC                           |
| 93755      | 2000 WC7   | 19 nov 2000 | Socorro        | LINEAR          | —         | MPC                           |
| 93756      | 2000 WZ8   | 19 nov 2000 | Desert Beaver  | W. K. Y. Yeung  | —         | MPC                           |
| 93757      | 2000 WE14  | 20 nov 2000 | Socorro        | LINEAR          | —         | MPC                           |
| 93758      | 2000 WE16  | 21 nov 2000 | Socorro        | LINEAR          | —         | MPC                           |
| 93759      | 2000 WK16  | 21 nov 2000 | Socorro        | LINEAR          | —         | MPC                           |
| 93760      | 2000 WP17  | 21 nov 2000 | Socorro        | LINEAR          | —         | MPC                           |
| 93761      | 2000 WT17  | 21 nov 2000 | Socorro        | LINEAR          | —         | MPC                           |
| 93762      | 2000 WB18  | 21 nov 2000 | Socorro        | LINEAR          | —         | MPC                           |
| 93763      | 2000 WH19  | 25 nov 2000 | Fountain Hills | C. W. Juels     | —         | MPC                           |
| 93764      | 2000 WC20  | 23 nov 2000 | Kitt Peak      | Spacewatch      | —         | MPC                           |
| 93765      | 2000 WB21  | 25 nov 2000 | Kitt Peak      | Spacewatch      | Eos       | MPC                           |
| 93766      | 2000 WL21  | 25 nov 2000 | Socorro        | LINEAR          | —         | MPC                           |
| 93767      | 2000 WM21  | 21 nov 2000 | Needville      | Needville Obs.  | —         | MPC                           |
| 93768      | 2000 WN22  | 20 nov 2000 | Socorro        | LINEAR          | —         | MPC                           |
| 93769      | 2000 WO23  | 20 nov 2000 | Socorro        | LINEAR          | —         | MPC                           |
| 93770      | 2000 WX23  | 20 nov 2000 | Socorro        | LINEAR          | —         | MPC                           |
| 93771      | 2000 WL24  | 20 nov 2000 | Socorro        | LINEAR          | —         | MPC                           |
| 93772      | 2000 WH25  | 21 nov 2000 | Socorro        | LINEAR          | —         | MPC                           |
| 93773      | 2000 WL25  | 21 nov 2000 | Socorro        | LINEAR          | —         | MPC                           |
| 93774      | 2000 WV25  | 21 nov 2000 | Socorro        | LINEAR          | —         | MPC                           |
| 93775      | 2000 WY25  | 21 nov 2000 | Socorro        | LINEAR          | —         | MPC                           |
| 93776      | 2000 WW26  | 25 nov 2000 | Socorro        | LINEAR          | —         | MPC                           |
| 93777      | 2000 WE30  | 20 nov 2000 | Socorro        | LINEAR          | —         | MPC                           |
| 93778      | 2000 WN30  | 20 nov 2000 | Socorro        | LINEAR          | —         | MPC                           |
| 93779      | 2000 WT30  | 20 nov 2000 | Socorro        | LINEAR          | —         | MPC                           |
| 93780      | 2000 WV30  | 20 nov 2000 | Socorro        | LINEAR          | —         | MPC                           |
| 93781      | 2000 WZ31  | 20 nov 2000 | Socorro        | LINEAR          | Brangane  | MPC                           |
| 93782      | 2000 WW32  | 20 nov 2000 | Socorro        | LINEAR          | —         | MPC                           |
| 93783      | 2000 WM33  | 20 nov 2000 | Socorro        | LINEAR          | —         | MPC                           |
| 93784      | 2000 WX33  | 20 nov 2000 | Socorro        | LINEAR          | —         | MPC                           |
| 93785      | 2000 WZ33  | 20 nov 2000 | Socorro        | LINEAR          | —         | MPC                           |
| 93786      | 2000 WS34  | 20 nov 2000 | Socorro        | LINEAR          | —         | MPC                           |
| 93787      | 2000 WE35  | 20 nov 2000 | Socorro        | LINEAR          | Brangane  | MPC                           |
| 93788      | 2000 WH35  | 20 nov 2000 | Socorro        | LINEAR          | —         | MPC                           |
| 93789      | 2000 WJ35  | 20 nov 2000 | Socorro        | LINEAR          | —         | MPC                           |
| 93790      | 2000 WL37  | 20 nov 2000 | Socorro        | LINEAR          | —         | MPC                           |
| 93791      | 2000 WU38  | 20 nov 2000 | Socorro        | LINEAR          | Brangane  | MPC                           |
| 93792      | 2000 WL40  | 20 nov 2000 | Socorro        | LINEAR          | —         | MPC                           |
| 93793      | 2000 WL41  | 20 nov 2000 | Socorro        | LINEAR          | —         | MPC                           |
| 93794      | 2000 WW42  | 21 nov 2000 | Socorro        | LINEAR          | —         | MPC                           |
| 93795      | 2000 WB43  | 21 nov 2000 | Socorro        | LINEAR          | —         | MPC                           |
| 93796      | 2000 WG43  | 21 nov 2000 | Socorro        | LINEAR          | Brangane  | MPC                           |
| 93797      | 2000 WO43  | 21 nov 2000 | Socorro        | LINEAR          | —         | MPC                           |
| 93798      | 2000 WP45  | 21 nov 2000 | Socorro        | LINEAR          | —         | MPC                           |
| 93799      | 2000 WN46  | 21 nov 2000 | Socorro        | LINEAR          | —         | MPC                           |
| 93800      | 2000 WR46  | 21 nov 2000 | Socorro        | LINEAR          | —         | MPC                           |

## 93801–93900
| Designação | Designação | Descoberta  | Descoberta    | Descobridor(es) | Categoria | Mais informações / Referência |
| Permanente | Provisória | Data        | Local         | Descobridor(es) | Categoria | Mais informações / Referência |
| ---------- | ---------- | ----------- | ------------- | --------------- | --------- | ----------------------------- |
| 93801      | 2000 WM48  | 21 nov 2000 | Socorro       | LINEAR          | —         | MPC                           |
| 93802      | 2000 WW48  | 21 nov 2000 | Socorro       | LINEAR          | —         | MPC                           |
| 93803      | 2000 WL49  | 21 nov 2000 | Socorro       | LINEAR          | Pallas    | MPC                           |
| 93804      | 2000 WU49  | 25 nov 2000 | Socorro       | LINEAR          | —         | MPC                           |
| 93805      | 2000 WT50  | 26 nov 2000 | Desert Beaver | W. K. Y. Yeung  | —         | MPC                           |
| 93806      | 2000 WD54  | 20 nov 2000 | Socorro       | LINEAR          | —         | MPC                           |
| 93807      | 2000 WF55  | 20 nov 2000 | Socorro       | LINEAR          | —         | MPC                           |
| 93808      | 2000 WL55  | 20 nov 2000 | Socorro       | LINEAR          | Brangane  | MPC                           |
| 93809      | 2000 WK56  | 21 nov 2000 | Socorro       | LINEAR          | —         | MPC                           |
| 93810      | 2000 WB57  | 21 nov 2000 | Socorro       | LINEAR          | —         | MPC                           |
| 93811      | 2000 WV57  | 21 nov 2000 | Socorro       | LINEAR          | —         | MPC                           |
| 93812      | 2000 WH59  | 21 nov 2000 | Socorro       | LINEAR          | —         | MPC                           |
| 93813      | 2000 WB60  | 21 nov 2000 | Socorro       | LINEAR          | Phocaea   | MPC                           |
| 93814      | 2000 WJ60  | 21 nov 2000 | Socorro       | LINEAR          | Brangane  | MPC                           |
| 93815      | 2000 WM60  | 21 nov 2000 | Socorro       | LINEAR          | —         | MPC                           |
| 93816      | 2000 WJ61  | 21 nov 2000 | Socorro       | LINEAR          | —         | MPC                           |
| 93817      | 2000 WQ61  | 21 nov 2000 | Socorro       | LINEAR          | —         | MPC                           |
| 93818      | 2000 WL62  | 23 nov 2000 | Haleakalā     | NEAT            | —         | MPC                           |
| 93819      | 2000 WG69  | 19 nov 2000 | Socorro       | LINEAR          | —         | MPC                           |
| 93820      | 2000 WN70  | 19 nov 2000 | Socorro       | LINEAR          | Phocaea   | MPC                           |
| 93821      | 2000 WF71  | 19 nov 2000 | Socorro       | LINEAR          | —         | MPC                           |
| 93822      | 2000 WR71  | 19 nov 2000 | Socorro       | LINEAR          | —         | MPC                           |
| 93823      | 2000 WU72  | 20 nov 2000 | Socorro       | LINEAR          | —         | MPC                           |
| 93824      | 2000 WW72  | 20 nov 2000 | Socorro       | LINEAR          | —         | MPC                           |
| 93825      | 2000 WA74  | 20 nov 2000 | Socorro       | LINEAR          | —         | MPC                           |
| 93826      | 2000 WG74  | 20 nov 2000 | Socorro       | LINEAR          | Maria     | MPC                           |
| 93827      | 2000 WR75  | 20 nov 2000 | Socorro       | LINEAR          | —         | MPC                           |
| 93828      | 2000 WJ76  | 20 nov 2000 | Socorro       | LINEAR          | —         | MPC                           |
| 93829      | 2000 WZ76  | 20 nov 2000 | Socorro       | LINEAR          | —         | MPC                           |
| 93830      | 2000 WE77  | 20 nov 2000 | Socorro       | LINEAR          | —         | MPC                           |
| 93831      | 2000 WL77  | 20 nov 2000 | Socorro       | LINEAR          | —         | MPC                           |
| 93832      | 2000 WU77  | 20 nov 2000 | Socorro       | LINEAR          | —         | MPC                           |
| 93833      | 2000 WL78  | 20 nov 2000 | Socorro       | LINEAR          | —         | MPC                           |
| 93834      | 2000 WR79  | 20 nov 2000 | Socorro       | LINEAR          | —         | MPC                           |
| 93835      | 2000 WG80  | 20 nov 2000 | Socorro       | LINEAR          | —         | MPC                           |
| 93836      | 2000 WO80  | 20 nov 2000 | Socorro       | LINEAR          | —         | MPC                           |
| 93837      | 2000 WW82  | 20 nov 2000 | Socorro       | LINEAR          | —         | MPC                           |
| 93838      | 2000 WA84  | 20 nov 2000 | Socorro       | LINEAR          | —         | MPC                           |
| 93839      | 2000 WW84  | 20 nov 2000 | Socorro       | LINEAR          | —         | MPC                           |
| 93840      | 2000 WT85  | 20 nov 2000 | Socorro       | LINEAR          | Themis    | MPC                           |
| 93841      | 2000 WJ87  | 20 nov 2000 | Socorro       | LINEAR          | —         | MPC                           |
| 93842      | 2000 WU87  | 20 nov 2000 | Socorro       | LINEAR          | —         | MPC                           |
| 93843      | 2000 WS89  | 21 nov 2000 | Socorro       | LINEAR          | —         | MPC                           |
| 93844      | 2000 WC90  | 21 nov 2000 | Socorro       | LINEAR          | —         | MPC                           |
| 93845      | 2000 WF90  | 21 nov 2000 | Socorro       | LINEAR          | —         | MPC                           |
| 93846      | 2000 WW91  | 21 nov 2000 | Socorro       | LINEAR          | —         | MPC                           |
| 93847      | 2000 WF92  | 21 nov 2000 | Socorro       | LINEAR          | —         | MPC                           |
| 93848      | 2000 WX92  | 21 nov 2000 | Socorro       | LINEAR          | —         | MPC                           |
| 93849      | 2000 WZ93  | 21 nov 2000 | Socorro       | LINEAR          | —         | MPC                           |
| 93850      | 2000 WJ94  | 21 nov 2000 | Socorro       | LINEAR          | —         | MPC                           |
| 93851      | 2000 WE96  | 21 nov 2000 | Socorro       | LINEAR          | Brangane  | MPC                           |
| 93852      | 2000 WS96  | 21 nov 2000 | Socorro       | LINEAR          | —         | MPC                           |
| 93853      | 2000 WW96  | 21 nov 2000 | Socorro       | LINEAR          | —         | MPC                           |
| 93854      | 2000 WH97  | 21 nov 2000 | Socorro       | LINEAR          | Brangane  | MPC                           |
| 93855      | 2000 WU97  | 21 nov 2000 | Socorro       | LINEAR          | —         | MPC                           |
| 93856      | 2000 WL99  | 21 nov 2000 | Socorro       | LINEAR          | —         | MPC                           |
| 93857      | 2000 WV102 | 26 nov 2000 | Socorro       | LINEAR          | —         | MPC                           |
| 93858      | 2000 WJ103 | 26 nov 2000 | Socorro       | LINEAR          | —         | MPC                           |
| 93859      | 2000 WM109 | 20 nov 2000 | Socorro       | LINEAR          | —         | MPC                           |
| 93860      | 2000 WH110 | 20 nov 2000 | Socorro       | LINEAR          | Phocaea   | MPC                           |
| 93861      | 2000 WP111 | 20 nov 2000 | Socorro       | LINEAR          | Brangane  | MPC                           |
| 93862      | 2000 WD113 | 20 nov 2000 | Socorro       | LINEAR          | —         | MPC                           |
| 93863      | 2000 WL113 | 20 nov 2000 | Socorro       | LINEAR          | —         | MPC                           |
| 93864      | 2000 WS113 | 20 nov 2000 | Socorro       | LINEAR          | Brangane  | MPC                           |
| 93865      | 2000 WV113 | 20 nov 2000 | Socorro       | LINEAR          | Maria     | MPC                           |
| 93866      | 2000 WK115 | 20 nov 2000 | Socorro       | LINEAR          | —         | MPC                           |
| 93867      | 2000 WQ115 | 20 nov 2000 | Socorro       | LINEAR          | —         | MPC                           |
| 93868      | 2000 WL116 | 20 nov 2000 | Socorro       | LINEAR          | —         | MPC                           |
| 93869      | 2000 WZ119 | 20 nov 2000 | Socorro       | LINEAR          | —         | MPC                           |
| 93870      | 2000 WW120 | 20 nov 2000 | Socorro       | LINEAR          | —         | MPC                           |
| 93871      | 2000 WZ120 | 20 nov 2000 | Socorro       | LINEAR          | —         | MPC                           |
| 93872      | 2000 WB122 | 29 nov 2000 | Socorro       | LINEAR          | —         | MPC                           |
| 93873      | 2000 WC122 | 29 nov 2000 | Socorro       | LINEAR          | —         | MPC                           |
| 93874      | 2000 WX124 | 27 nov 2000 | Haleakalā     | NEAT            | —         | MPC                           |
| 93875      | 2000 WW125 | 30 nov 2000 | Socorro       | LINEAR          | —         | MPC                           |
| 93876      | 2000 WZ125 | 30 nov 2000 | Socorro       | LINEAR          | —         | MPC                           |
| 93877      | 2000 WS127 | 17 nov 2000 | Kitt Peak     | Spacewatch      | —         | MPC                           |
| 93878      | 2000 WK128 | 18 nov 2000 | Kitt Peak     | Spacewatch      | —         | MPC                           |
| 93879      | 2000 WQ128 | 18 nov 2000 | Kitt Peak     | Spacewatch      | —         | MPC                           |
| 93880      | 2000 WV128 | 19 nov 2000 | Kitt Peak     | Spacewatch      | —         | MPC                           |
| 93881      | 2000 WJ129 | 19 nov 2000 | Kitt Peak     | Spacewatch      | —         | MPC                           |
| 93882      | 2000 WA130 | 19 nov 2000 | Desert Beaver | W. K. Y. Yeung  | —         | MPC                           |
| 93883      | 2000 WN130 | 20 nov 2000 | Anderson Mesa | LONEOS          | Phocaea   | MPC                           |
| 93884      | 2000 WZ130 | 20 nov 2000 | Anderson Mesa | LONEOS          | —         | MPC                           |
| 93885      | 2000 WO132 | 19 nov 2000 | Socorro       | LINEAR          | —         | MPC                           |
| 93886      | 2000 WB135 | 19 nov 2000 | Socorro       | LINEAR          | —         | MPC                           |
| 93887      | 2000 WY135 | 20 nov 2000 | Socorro       | LINEAR          | —         | MPC                           |
| 93888      | 2000 WP136 | 20 nov 2000 | Socorro       | LINEAR          | —         | MPC                           |
| 93889      | 2000 WQ136 | 20 nov 2000 | Socorro       | LINEAR          | —         | MPC                           |
| 93890      | 2000 WV136 | 20 nov 2000 | Socorro       | LINEAR          | —         | MPC                           |
| 93891      | 2000 WB137 | 20 nov 2000 | Anderson Mesa | LONEOS          | —         | MPC                           |
| 93892      | 2000 WF141 | 19 nov 2000 | Socorro       | LINEAR          | —         | MPC                           |
| 93893      | 2000 WL141 | 19 nov 2000 | Socorro       | LINEAR          | —         | MPC                           |
| 93894      | 2000 WM141 | 19 nov 2000 | Socorro       | LINEAR          | —         | MPC                           |
| 93895      | 2000 WX141 | 20 nov 2000 | Anderson Mesa | LONEOS          | —         | MPC                           |
| 93896      | 2000 WY141 | 20 nov 2000 | Anderson Mesa | LONEOS          | —         | MPC                           |
| 93897      | 2000 WD143 | 20 nov 2000 | Anderson Mesa | LONEOS          | Phocaea   | MPC                           |
| 93898      | 2000 WO143 | 20 nov 2000 | Socorro       | LINEAR          | —         | MPC                           |
| 93899      | 2000 WL145 | 22 nov 2000 | Haleakalā     | NEAT            | —         | MPC                           |
| 93900      | 2000 WS146 | 24 nov 2000 | Anderson Mesa | LONEOS          | —         | MPC                           |

## 93901–94000
| Designação | Designação | Descoberta  | Descoberta    | Descobridor(es) | Categoria | Mais informações / Referência |
| Permanente | Provisória | Data        | Local         | Descobridor(es) | Categoria | Mais informações / Referência |
| ---------- | ---------- | ----------- | ------------- | --------------- | --------- | ----------------------------- |
| 93901      | 2000 WN147 | 28 nov 2000 | Kitt Peak     | Spacewatch      | —         | MPC                           |
| 93902      | 2000 WT148 | 28 nov 2000 | Haleakalā     | NEAT            | —         | MPC                           |
| 93903      | 2000 WT149 | 28 nov 2000 | Kitt Peak     | Spacewatch      | —         | MPC                           |
| 93904      | 2000 WY150 | 19 nov 2000 | Socorro       | LINEAR          | —         | MPC                           |
| 93905      | 2000 WX151 | 29 nov 2000 | Haleakalā     | NEAT            | Phocaea   | MPC                           |
| 93906      | 2000 WJ153 | 29 nov 2000 | Socorro       | LINEAR          | —         | MPC                           |
| 93907      | 2000 WW153 | 30 nov 2000 | Socorro       | LINEAR          | —         | MPC                           |
| 93908      | 2000 WE154 | 30 nov 2000 | Socorro       | LINEAR          | —         | MPC                           |
| 93909      | 2000 WF154 | 30 nov 2000 | Socorro       | LINEAR          | —         | MPC                           |
| 93910      | 2000 WZ155 | 30 nov 2000 | Socorro       | LINEAR          | —         | MPC                           |
| 93911      | 2000 WF156 | 30 nov 2000 | Socorro       | LINEAR          | —         | MPC                           |
| 93912      | 2000 WE157 | 30 nov 2000 | Socorro       | LINEAR          | —         | MPC                           |
| 93913      | 2000 WO157 | 30 nov 2000 | Socorro       | LINEAR          | —         | MPC                           |
| 93914      | 2000 WV157 | 30 nov 2000 | Socorro       | LINEAR          | —         | MPC                           |
| 93915      | 2000 WX157 | 30 nov 2000 | Socorro       | LINEAR          | —         | MPC                           |
| 93916      | 2000 WG158 | 30 nov 2000 | Socorro       | LINEAR          | —         | MPC                           |
| 93917      | 2000 WV158 | 30 nov 2000 | Haleakalā     | NEAT            | —         | MPC                           |
| 93918      | 2000 WW159 | 20 nov 2000 | Anderson Mesa | LONEOS          | —         | MPC                           |
| 93919      | 2000 WJ160 | 20 nov 2000 | Anderson Mesa | LONEOS          | —         | MPC                           |
| 93920      | 2000 WN160 | 20 nov 2000 | Socorro       | LINEAR          | —         | MPC                           |
| 93921      | 2000 WQ160 | 20 nov 2000 | Socorro       | LINEAR          | Phocaea   | MPC                           |
| 93922      | 2000 WF161 | 20 nov 2000 | Anderson Mesa | LONEOS          | —         | MPC                           |
| 93923      | 2000 WM161 | 20 nov 2000 | Anderson Mesa | LONEOS          | —         | MPC                           |
| 93924      | 2000 WO161 | 20 nov 2000 | Anderson Mesa | LONEOS          | Phocaea   | MPC                           |
| 93925      | 2000 WC162 | 20 nov 2000 | Anderson Mesa | LONEOS          | —         | MPC                           |
| 93926      | 2000 WF162 | 20 nov 2000 | Anderson Mesa | LONEOS          | —         | MPC                           |
| 93927      | 2000 WW162 | 20 nov 2000 | Anderson Mesa | LONEOS          | —         | MPC                           |
| 93928      | 2000 WA163 | 20 nov 2000 | Anderson Mesa | LONEOS          | —         | MPC                           |
| 93929      | 2000 WM163 | 21 nov 2000 | Socorro       | LINEAR          | —         | MPC                           |
| 93930      | 2000 WE164 | 21 nov 2000 | Socorro       | LINEAR          | —         | MPC                           |
| 93931      | 2000 WY164 | 22 nov 2000 | Haleakalā     | NEAT            | —         | MPC                           |
| 93932      | 2000 WL165 | 23 nov 2000 | Haleakala     | NEAT            | —         | MPC                           |
| 93933      | 2000 WC166 | 24 nov 2000 | Anderson Mesa | LONEOS          | —         | MPC                           |
| 93934      | 2000 WC167 | 24 nov 2000 | Anderson Mesa | LONEOS          | —         | MPC                           |
| 93935      | 2000 WE168 | 25 nov 2000 | Socorro       | LINEAR          | —         | MPC                           |
| 93936      | 2000 WH170 | 24 nov 2000 | Anderson Mesa | LONEOS          | —         | MPC                           |
| 93937      | 2000 WM170 | 24 nov 2000 | Anderson Mesa | LONEOS          | Maria     | MPC                           |
| 93938      | 2000 WH171 | 24 nov 2000 | Kitt Peak     | Spacewatch      | —         | MPC                           |
| 93939      | 2000 WO171 | 25 nov 2000 | Socorro       | LINEAR          | —         | MPC                           |
| 93940      | 2000 WW171 | 25 nov 2000 | Socorro       | LINEAR          | —         | MPC                           |
| 93941      | 2000 WF172 | 25 nov 2000 | Socorro       | LINEAR          | —         | MPC                           |
| 93942      | 2000 WK172 | 25 nov 2000 | Socorro       | LINEAR          | —         | MPC                           |
| 93943      | 2000 WR172 | 25 nov 2000 | Socorro       | LINEAR          | —         | MPC                           |
| 93944      | 2000 WV172 | 25 nov 2000 | Socorro       | LINEAR          | Flora     | MPC                           |
| 93945      | 2000 WC174 | 26 nov 2000 | Socorro       | LINEAR          | —         | MPC                           |
| 93946      | 2000 WW174 | 26 nov 2000 | Socorro       | LINEAR          | —         | MPC                           |
| 93947      | 2000 WQ175 | 26 nov 2000 | Socorro       | LINEAR          | —         | MPC                           |
| 93948      | 2000 WK177 | 27 nov 2000 | Socorro       | LINEAR          | —         | MPC                           |
| 93949      | 2000 WZ178 | 30 nov 2000 | Gnosca        | S. Sposetti     | —         | MPC                           |
| 93950      | 2000 WB179 | 25 nov 2000 | Socorro       | LINEAR          | —         | MPC                           |
| 93951      | 2000 WT179 | 26 nov 2000 | Socorro       | LINEAR          | —         | MPC                           |
| 93952      | 2000 WK181 | 30 nov 2000 | Anderson Mesa | LONEOS          | —         | MPC                           |
| 93953      | 2000 WY181 | 25 nov 2000 | Socorro       | LINEAR          | —         | MPC                           |
| 93954      | 2000 WQ182 | 20 nov 2000 | Anderson Mesa | LONEOS          | —         | MPC                           |
| 93955      | 2000 WT183 | 30 nov 2000 | Anderson Mesa | LONEOS          | Brangane  | MPC                           |
| 93956      | 2000 WM184 | 30 nov 2000 | Anderson Mesa | LONEOS          | —         | MPC                           |
| 93957      | 2000 WM186 | 27 nov 2000 | Socorro       | LINEAR          | —         | MPC                           |
| 93958      | 2000 WP187 | 16 nov 2000 | Anderson Mesa | LONEOS          | —         | MPC                           |
| 93959      | 2000 WR187 | 16 nov 2000 | Anderson Mesa | LONEOS          | —         | MPC                           |
| 93960      | 2000 WE191 | 19 nov 2000 | Anderson Mesa | LONEOS          | —         | MPC                           |
| 93961      | 2000 WF191 | 19 nov 2000 | Anderson Mesa | LONEOS          | —         | MPC                           |
| 93962      | 2000 WG192 | 19 nov 2000 | Anderson Mesa | LONEOS          | —         | MPC                           |
| 93963      | 2000 XE    | 1 dez 2000  | Farpoint      | G. Hug          | —         | MPC                           |
| 93964      | 2000 XL2   | 4 dez 2000  | Haleakalā     | NEAT            | —         | MPC                           |
| 93965      | 2000 XL3   | 1 dez 2000  | Socorro       | LINEAR          | Phocaea   | MPC                           |
| 93966      | 2000 XU3   | 1 dez 2000  | Socorro       | LINEAR          | —         | MPC                           |
| 93967      | 2000 XA4   | 1 dez 2000  | Socorro       | LINEAR          | —         | MPC                           |
| 93968      | 2000 XO5   | 1 dez 2000  | Socorro       | LINEAR          | —         | MPC                           |
| 93969      | 2000 XQ5   | 1 dez 2000  | Socorro       | LINEAR          | —         | MPC                           |
| 93970      | 2000 XR6   | 1 dez 2000  | Socorro       | LINEAR          | Phocaea   | MPC                           |
| 93971      | 2000 XS6   | 1 dez 2000  | Socorro       | LINEAR          | —         | MPC                           |
| 93972      | 2000 XF7   | 1 dez 2000  | Socorro       | LINEAR          | —         | MPC                           |
| 93973      | 2000 XR7   | 1 dez 2000  | Socorro       | LINEAR          | —         | MPC                           |
| 93974      | 2000 XT7   | 1 dez 2000  | Socorro       | LINEAR          | —         | MPC                           |
| 93975      | 2000 XC8   | 1 dez 2000  | Socorro       | LINEAR          | —         | MPC                           |
| 93976      | 2000 XT8   | 1 dez 2000  | Socorro       | LINEAR          | —         | MPC                           |
| 93977      | 2000 XV8   | 1 dez 2000  | Socorro       | LINEAR          | —         | MPC                           |
| 93978      | 2000 XT9   | 1 dez 2000  | Socorro       | LINEAR          | Phocaea   | MPC                           |
| 93979      | 2000 XF11  | 1 dez 2000  | Socorro       | LINEAR          | —         | MPC                           |
| 93980      | 2000 XP11  | 4 dez 2000  | Socorro       | LINEAR          | —         | MPC                           |
| 93981      | 2000 XU11  | 4 dez 2000  | Socorro       | LINEAR          | —         | MPC                           |
| 93982      | 2000 XZ11  | 4 dez 2000  | Socorro       | LINEAR          | —         | MPC                           |
| 93983      | 2000 XK12  | 4 dez 2000  | Socorro       | LINEAR          | —         | MPC                           |
| 93984      | 2000 XT12  | 4 dez 2000  | Socorro       | LINEAR          | —         | MPC                           |
| 93985      | 2000 XU15  | 1 dez 2000  | Socorro       | LINEAR          | —         | MPC                           |
| 93986      | 2000 XZ15  | 1 dez 2000  | Socorro       | LINEAR          | —         | MPC                           |
| 93987      | 2000 XB16  | 1 dez 2000  | Socorro       | LINEAR          | —         | MPC                           |
| 93988      | 2000 XC16  | 1 dez 2000  | Socorro       | LINEAR          | —         | MPC                           |
| 93989      | 2000 XT16  | 1 dez 2000  | Socorro       | LINEAR          | —         | MPC                           |
| 93990      | 2000 XZ16  | 1 dez 2000  | Socorro       | LINEAR          | Phocaea   | MPC                           |
| 93991      | 2000 XM17  | 1 dez 2000  | Socorro       | LINEAR          | —         | MPC                           |
| 93992      | 2000 XO17  | 1 dez 2000  | Socorro       | LINEAR          | —         | MPC                           |
| 93993      | 2000 XX17  | 4 dez 2000  | Socorro       | LINEAR          | —         | MPC                           |
| 93994      | 2000 XW18  | 4 dez 2000  | Socorro       | LINEAR          | —         | MPC                           |
| 93995      | 2000 XA19  | 4 dez 2000  | Socorro       | LINEAR          | —         | MPC                           |
| 93996      | 2000 XO19  | 4 dez 2000  | Socorro       | LINEAR          | —         | MPC                           |
| 93997      | 2000 XT19  | 4 dez 2000  | Socorro       | LINEAR          | —         | MPC                           |
| 93998      | 2000 XL20  | 4 dez 2000  | Socorro       | LINEAR          | —         | MPC                           |
| 93999      | 2000 XZ20  | 4 dez 2000  | Socorro       | LINEAR          | —         | MPC                           |
| 94000      | 2000 XK21  | 4 dez 2000  | Socorro       | LINEAR          | —         | MPC                           |